# Geschichte Saudi-Arabiens

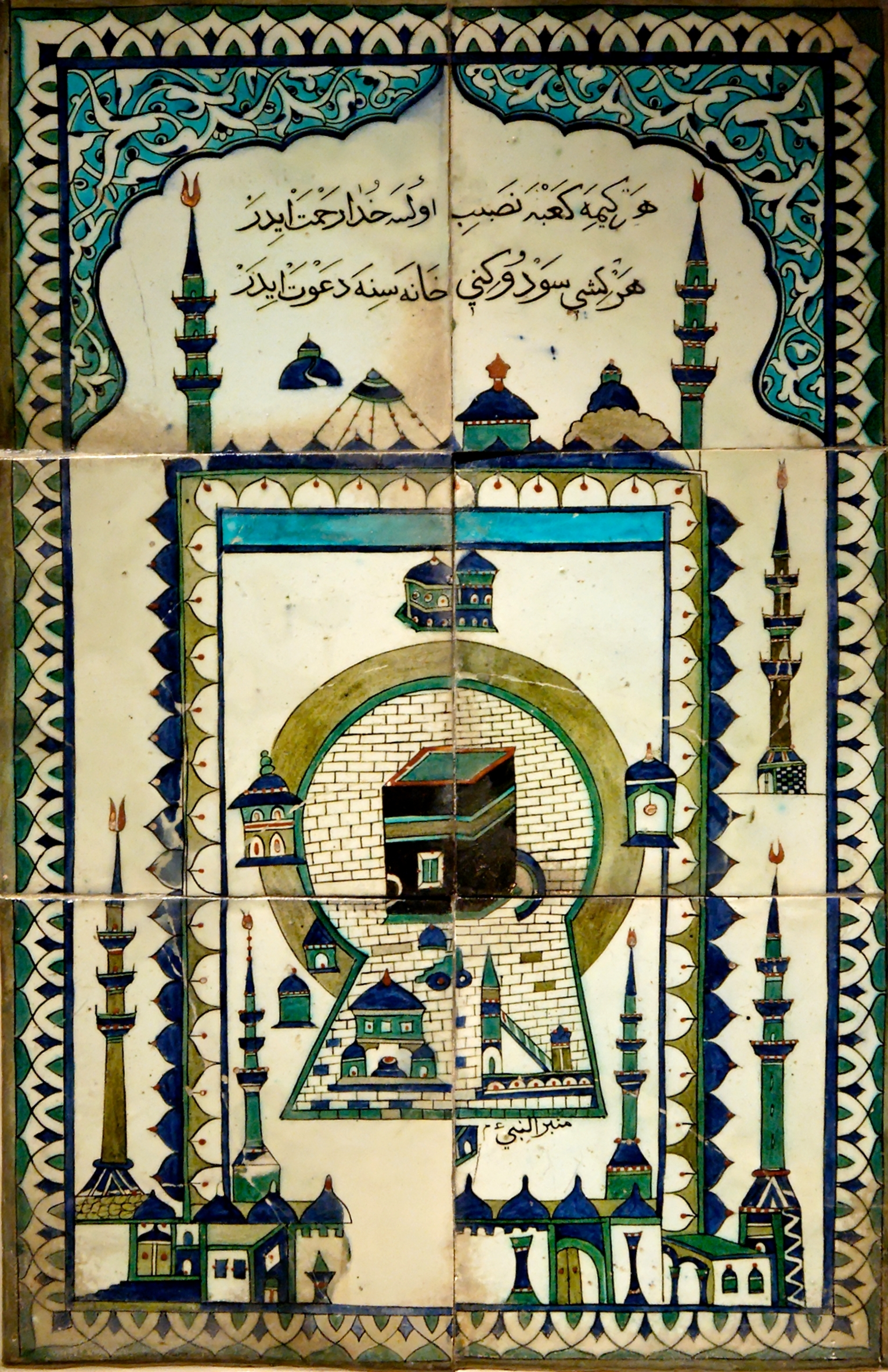
Darstellung der Moschee und der Kaaba in Mekka aus dem 18. Jahrhundert

Die Geschichte Saudi-Arabiens umfasst die Entwicklungen auf dem Gebiet des Königreiches Saudi-Arabien von der Urgeschichte bis zur Gegenwart. Sie reicht bis ins Paläolithikum zurück.

## Name
Der Name Saudi-Arabien ist von der herrschenden Dynastie der Saʿūd abgeleitet, die seit dem 18. Jahrhundert in Verbindung mit der islamischen Erneuerungsbewegung der Wahhabiten im Nadschd herrschte und in den ersten drei Jahrzehnten des 20. Jahrhunderts das heutige Königreich Saudi-Arabien errichtete, die dritte Staatsgründung der Dynastie in diesem Bereich.

## Urgeschichte

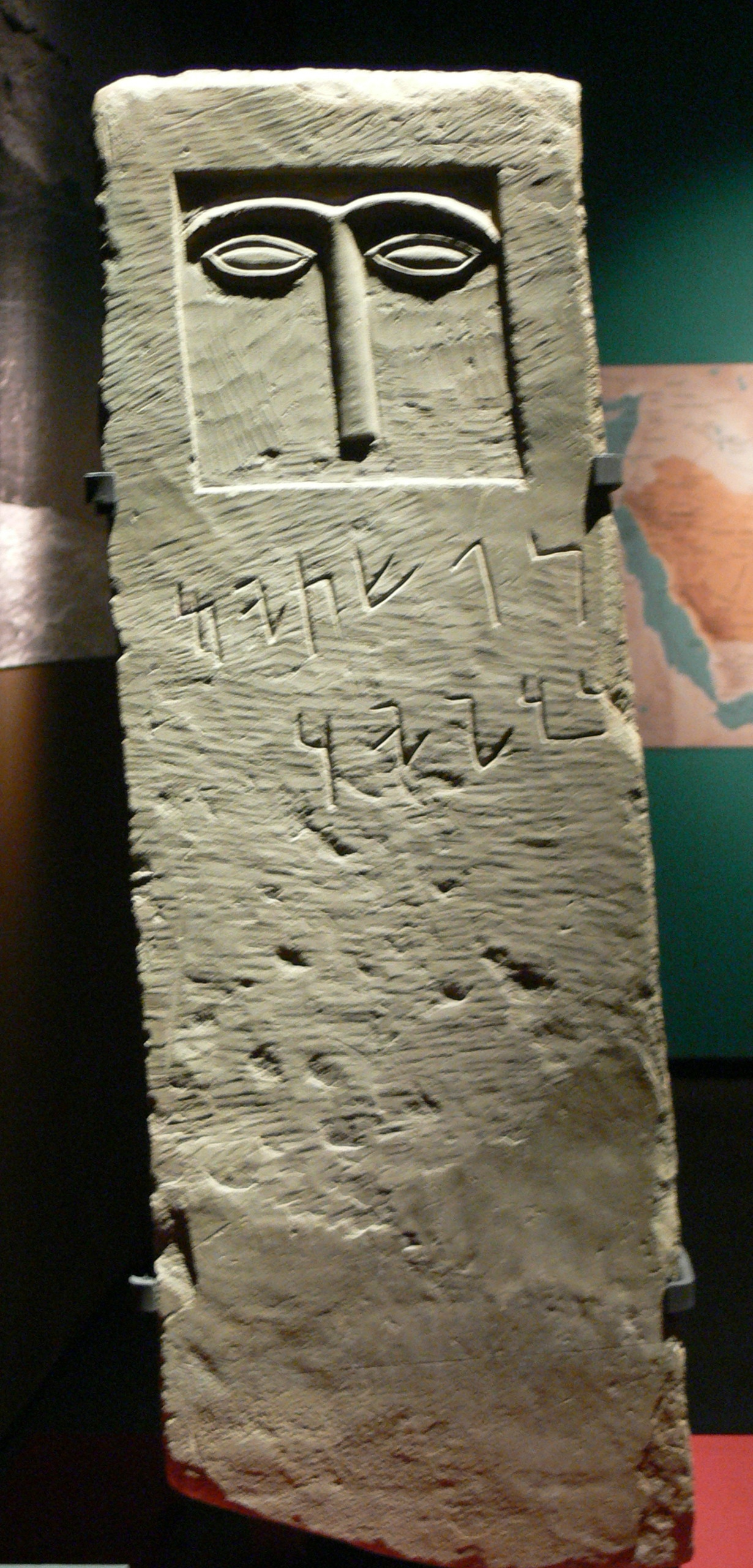
Augenstele aus Tayma mit aramäischer Inschrift, Tayma Museum

Das Gebiet des heutigen Saudi-Arabien ist seit dem Paläolithikum besiedelt. Es gibt Funde, die dem Homo erectus zugeschrieben und deren Alter auf mindestens 1,6 Millionen Jahre geschätzt werden.

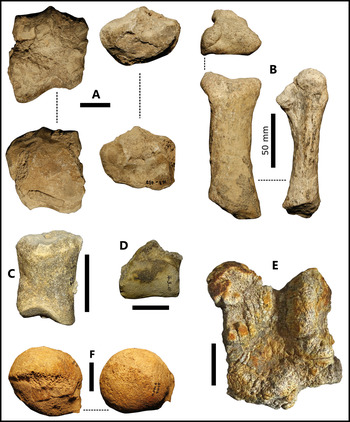
Flusspferdknochen von der Fundstätte Khall Amayshan

In der Nefud-Wüste fanden sich Artefakte, die auf etwa 400.000 Jahre datiert wurden. Etwa 100.000 Jahre alte Werkzeuge aus Khall Amayshan und 75.000 Jahre alte Werkzeuge aus der 150 km entfernten Oase Jubbah könnten dem anatomisch modernen Menschen zuzuordnen sein.
Im Spätpaläolithikum – das Klima war auf der Arabischen Halbinsel damals niederschlagsreicher als heute – war der Norden des heutigen Saudi-Arabien von Nomaden besiedelt.
Das Neolithikum in diesem Gebiet wird durch die Entwicklung im Fruchtbaren Halbmond bestimmt; im Osten durch die Kulturen Mesopotamiens: Sumerer, Babylonier und Assyrer, im Westen durch Ägypten.

## Frühgeschichte
Da das Gebiet des heutigen Saudi-Arabien einerseits durch die Schifffahrtswege im Westen durch das Rote Meer und im Osten durch den Persischen Golf erschlossen wurde, andererseits auch von Karawanenstraßen durchzogen wurde und zudem im Westen, Norden und Osten von Hochkulturen umgeben war, setzen schriftliche Zeugnisse zu diesem Gebiet früh ein. Dazu zählt auch das in der Bibel genannte Königreich Midian. Kleinstaaten der Sabäer, Nabatäer, Ghassaniden, Lachmiden und Kinda und Stadtstaaten wie Tayma und Dedan bilden sich heraus. Aus dieser Zeit stammen auch die ersten Inschriften in diesem Gebiet, in der Regel in Buchstabenschriften gehalten. Moderne Wirtschaftsformen, etwa das Geldwesen, verbreiten sich und der Einfluss des Römischen Reichs erreicht die nördlichsten Teile des heutigen Saudi-Arabien.

## Islam
Mit der Begründung des Islam durch den Propheten Mohammed gelang diesem zwischen 622 und 632 die Vereinigung der Stämme Arabiens. Nach seinem Tod setzten seine Nachfolger als Kalifen die Verbreitung des Islam und damit auch der arabischen Kultur weit über die arabische Halbinsel hinaus fort. Schon im 8. Jahrhundert reichte das Kalifat von Andalusien bis nach Indien und Mittelasien sowie vom Kaukasus bis weit in die Sahara hinein. Zugleich aber verlor Arabien seine politische Bedeutung, als Umayyaden und Abbasiden die Hauptstadt in wirtschaftlich wichtigere Regionen nach Damaskus und Bagdad verlegten. Dank der Heiligen Stätten Mekka und Medina aber behielt zumindest der Hedschas seine religiöse und kulturelle Bedeutung für die islamische Welt. Seit dem 10. Jahrhundert ist die Kontrolle der Haschimiten als Scherifen über Mekka bzw. Medina bezeugt. 1446 verlegte das damalige Oberhaupt der Familie Saʿūd, Manʾ al-Muraydī as-Saʿūd, den Schwerpunkt seiner Aktivitäten nach Zentralarabien. 1517 wurde nahezu die gesamte arabische Halbinsel von Sultan Selim I. unterworfen und dem Osmanischen Reich eingegliedert.
Mit der Entdeckung des Seewegs von Europa nach Indien durch Portugal verlor Arabien ab dem 15. Jahrhundert seine Funktion als Durchgangsland für den Handel zwischen Indien und dem Mittelmeerraum.

## Der erste saudische Staat (1744–1818)

### Geschichte

Flagge des ersten saudischen Staats

Der erste saudische Staat, auch das „Emirat von Naǧd“ genannt, wurde unter Muḥammad Ibn Saʿūd (1726–1765) im Jahr 1744 ausgerufen und bestand 75 Jahre lang bis zur osmanischen Eroberung unter Ibrahim Pascha 1818. Hauptstadt des Sultanats wurde das heute im Nordosten von ar-Riyāḍ gelegene Dirʿiyya, eine Oasensiedlung, die 1446/47 von Vorfahren des Saʿūd Clans gegründet worden war.

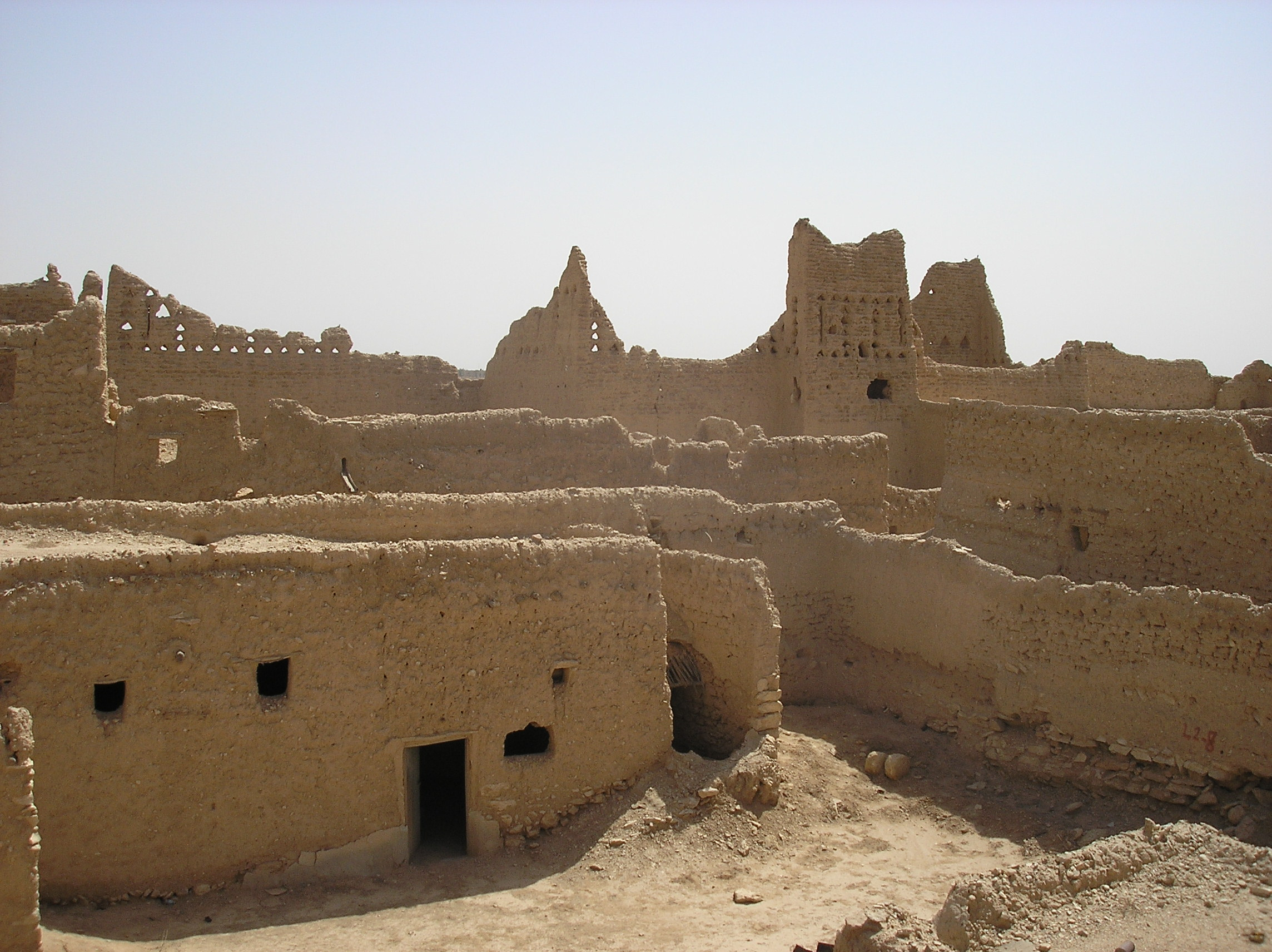
Ruinen von Dirʿiyya

Nach internen Machtkämpfen mit dem zunächst in Dirʿiyya dominierenden al-Migin-Clan setzte sich Muḥammad Ibn Saʿūd als neuer Amīr durch. Als Amīr von Dirʿiyya begründete Muhammad Ibn Saʿūd seinen Status infolge seines politischen und militärischen Geschicks, die Siedlung vor anderen Amīras und tribalen Konföderationen zu verteidigen. Bis auf das Vorrecht Tribut von der Bevölkerung zu erhalten, war die Herrschaft und Autorität des Amīrs in den 1740er-Jahren jedoch lokal eingeschränkt. Ein Mangel an finanziellen Mitteln und die Konkurrenz zu den rivalisierenden Stämmen der Banū Ḫalid und al-Ḥasā sowie der benachbarten Siedlung ʿUyayna, verhinderten eine politische und wirtschaftliche Expansion über Dirʿiyya hinaus. Dies änderte sich mit dem Übertritt zur wahhabitischen Bewegung.

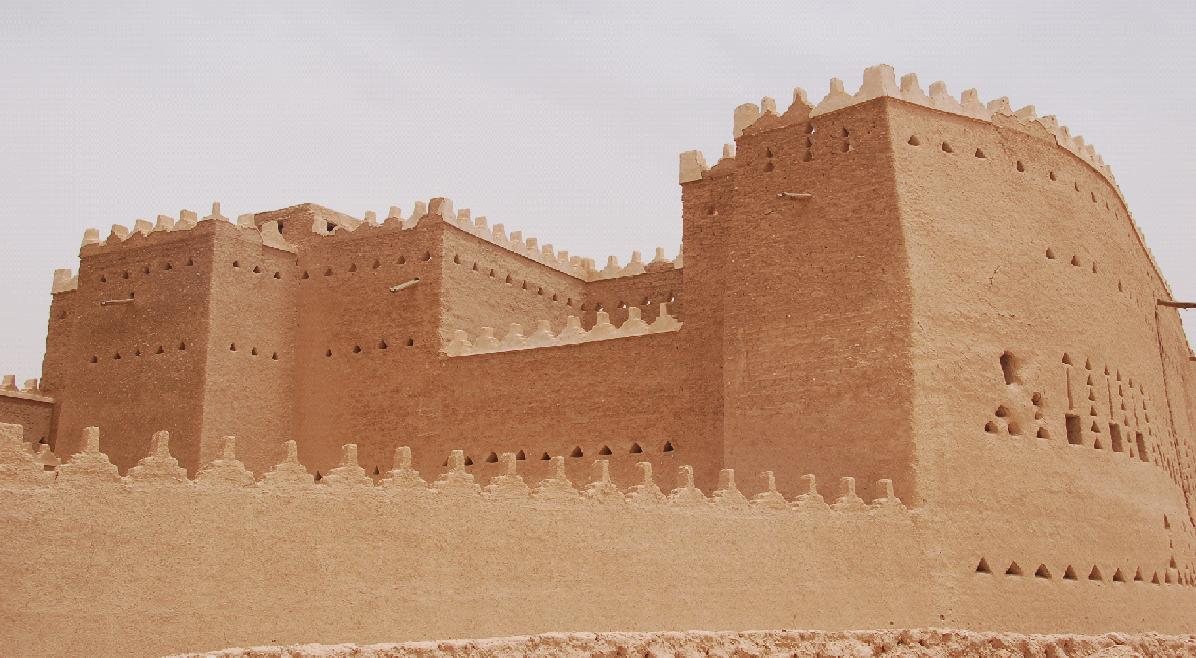
Moschee Muḥammad Ibn ʿAbd al-Wahhābs in Dirʿiyya

1744 verbündete sich Muḥammad Ibn Saʿūd mit Muḥammad Ibn ʿAbd al-Wahhāb, dem Sprössling einer einflussreichen, aber mittellosen Familie von ʿUlamā' und Angehöriger des im Naǧd ansässigen Stamm der Banū Tamīm. Besiegelt wurde der Pakt zwischen den beiden Clans mit der Heirat von Muḥammad Ibn Saʿūd's Sohn ʿAbd al-Azīz und der Tochter des Imams. Im Gegenzug zur Förderung und Verbreitung seiner orthodoxen Form des Islams, wurde Muḥammad Ibn Saʿūd als politischer Führer der muslimischen Gemeinschaft legitimiert. Dadurch entstand eine quasi tribale Konföderation, die im Rahmen von Ǧihād und Daʿwa eine Expansion über die Grenzen von Dirʿiyya hinaus legitimierte. Dirʿiyya entwickelte sich zur größten und einflussreichsten Stadt im Naǧd und wurde zum Zentrum in der Unterweisung der wahhabitischen Doktrin.

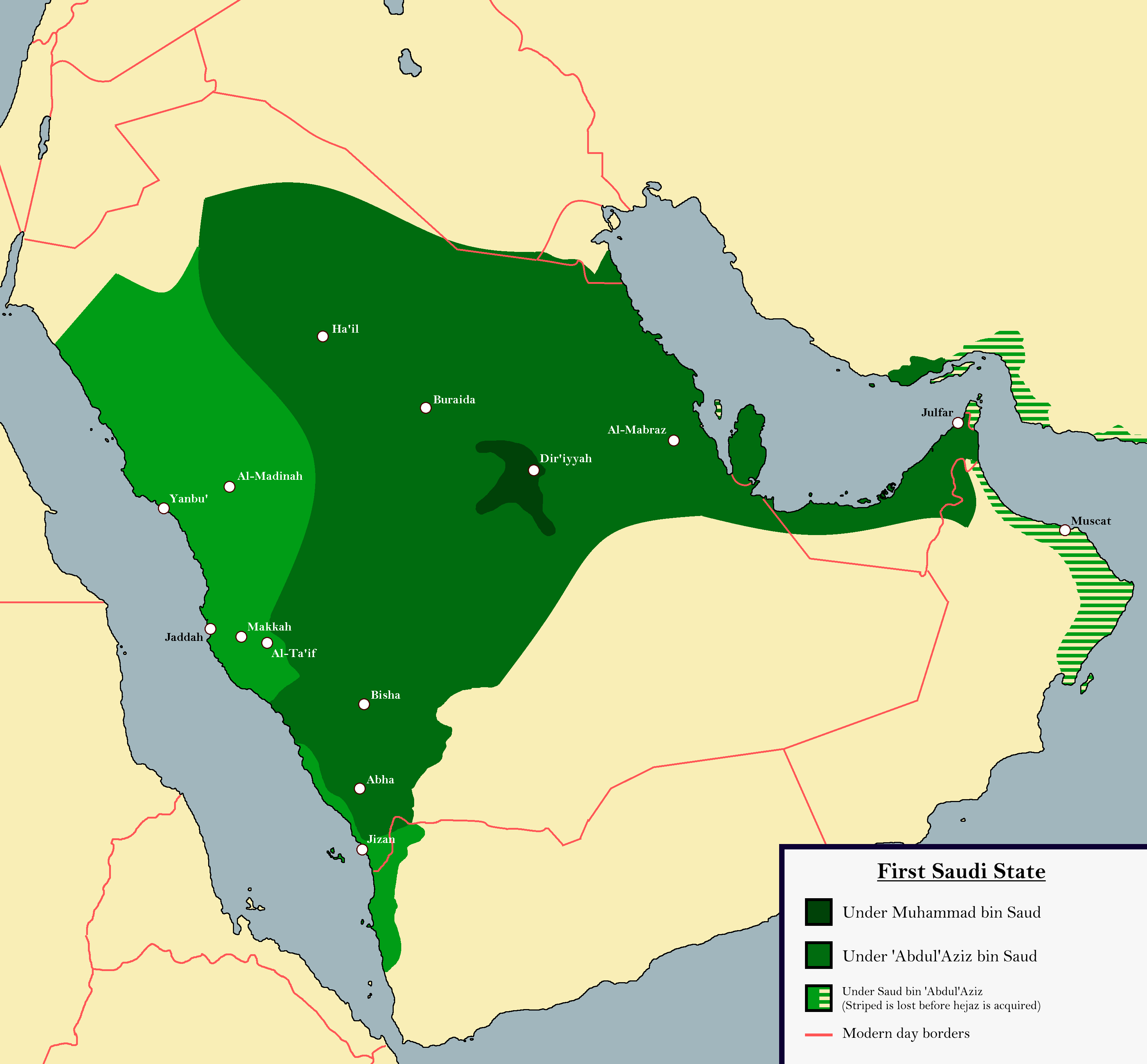
Erster saudischer Staat

Bis Mitte der 1780er-Jahre wurde der Naǧd vollständig von den Saʿūd und ihren Verbündeten unterworfen. Bis 1808 folgten die östlichen Gebiete von Kuwait bis zur Nordgrenze des Oman und das Hochland von ʿAsīr im Südwesten. Weitere Expansionsbestrebungen in Richtung Süden scheiterten am Widerstand jemenitischer Stämme und dem schwierigen Terrain. Ähnlich verhielt es sich im Norden. Zwar gelang im beginnenden 19. Jahrhundert eine Expansion in den Bereich des Fruchtbaren Halbmonds, wodurch vitale Teile des Osmanischen Reichs unmittelbar bedroht wurden. Bedingt durch die räumliche Distanz zur Hauptstadt, misslang jedoch die Errichtung einer dauerhaften Präsenz. Die Plünderungen schiitischer Siedlungen im heutigen Irak, hier insbesondere in der für die Schiiten heiligen Stadt Karbalāʾ im Jahr 1801 und damit verbundene Verwüstungen von Heiligengräbern und Denkmälern, führten zur Ermordung von ʿAbd al-Azīz Ibn Muḥammad Ibn Saʿūd in der Moschee von Dirʿiyya im Jahr 1803 durch einen Schiiten. Sein Sohn Saʿūd forcierte die Expansionsbestrebungen insbesondere im Westen.
Die andauernden Kampagnen der Saʿūd, wie auch die Besetzung der Heiligen Stätten in Mekka und Medina, ließen den osmanischen Sultan-Kalifen Selim III. und Mahmud II. die unmittelbare Gefahr bewusst werden, die durch die Eroberungen auf der arabischen Halbinsel der osmanischen Souveränität drohte. Geschwächt durch die Unruhen auf dem Balkan und den Krieg mit Russland, beauftragte Mahmud II. erst 1811 den Gouverneur von Ägypten, Muhammad Ali Pascha, damit einzuschreiten. Dieser schickte 1811 und 1813 Truppen über die Hafenstädte Yanbuʿ und Ğidda am Roten Meer auf die Arabische Halbinsel und begann zusammen mit seinen beiden Söhnen Tusun und Ibrahim sowie mit Unterstützung konkurrierender Stammesföderationen im osmanisch-saudischen Krieg (1811–1818) mit der Zerschlagung des ersten saudischen Staates. Im März 1818 erreichten die osmanischen Truppen unter der Führung von Muḥammad ʿAlīs Sohn Ibrahim Pascha die damalige saudische Hauptstadt Dirʿiyya und erzwangen nach sehr heftigen Kämpfen und sechs Monate dauernder Belagerung mit schwerer Artillerie am 15. September 1818 die Kapitulation.
Der letzte Imam des Staates, ʿAbd Allāh Ibn Saʿūd, geriet in ägyptische Gefangenschaft und wurde an die Osmanen ausgeliefert und von einem Gericht wegen „Korruption auf Erden“, „Spaltung von Muslimen“ und „Rebellion gegen den Kalifen“ zum Tode verurteilt. Am 17. Dezember 1818 wurde er in Istanbul mit dem Schwert hingerichtet. Ein Großteil seiner Familie wurde nach Kairo und Istanbul deportiert. Im folgenden Jahr wurde Dirʿiyya von der osmanischen Armee vollständig zerstört, die Ortsteile al-Turaif und Ġasiba sind bis heute als Ruinen erhalten.

### Imame
- Muḥammad Ibn Saʿūd (1744–1765)
- ʿAbd al-Azīz Ibn Muḥammad Ibn Saʿūd (1765–1803)
- Saʿūd I. Ibn ʿAbd al-Azīz Ibn Muḥammad Ibn Saʿūd (1803–1814)
- ʿAbd Allāh I. Ibn Saʿūd (1814–1818)

## Der zweite saudische Staat (1824–1891)

Flagge des zweiten saudischen Staats

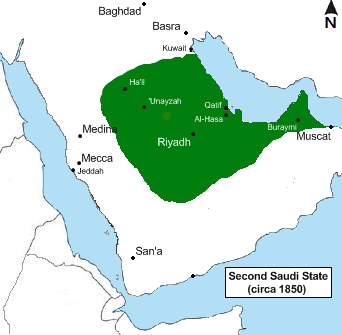
Territoriale Ausdehnung des zweiten saudischen Staats

### Geschichte
Der zweite saudische Staat (1824–1891) verdankte seine Existenz der politischen Schwäche des Osmanischen Reichs und dem Unwillen der Hohen Pforte, die vorhandenen Stellungen entlang der Küste des Persischen Golfs zu stärken. Dieser zweite saudische Staat konnte die Ausdehnung des ersten nicht mehr erlangen und konzentrierte sich auf das Kernland im Naǧd. Er war durch schwere Machtkämpfe innerhalb des Familienclans und der Konkurrenz zum Clan der Āl Raschīd geprägt.
Bereits zwei Jahre nach der Katastrophe versuchte Imam Mišari Ibn Saʿūd, ein Bruder des letzten Amīrs von Dirʿiyya, den Staat von Dirʿiyya aus wiederherzustellen, scheiterte aber nach wenigen Monaten. Nach dem teilweisen Rückzug der ägyptischen Truppen aus dem Naǧd infolge des Drucks der lokalen Stämme gelang es 1824 Imam Turkī Ibn ʿAbd Allāh Ibn Muḥammad Ibn Saʿūd mit einer kleinen Streitmacht, das südlich von Dirʿiyya gelegene ar-Riyāḍ einzunehmen. Damit etablierte sich ar-Riyāḍ als Hauptstadt des neuen Staats. Es folgten weitere Expansionen in Richtung ʿAriḍ, Ḫarǧ, Ḥuṭa, Maḥmal, Sudair und Aflaǧ. Anders als in der Region Hasa, wo die Macht gestärkt werden konnte, blieb der Einfluss der saudischen Autorität in Haʾil und Qāsim minimal.
Claninterne Rivalitäten ließen den zweiten saudischen Staat äußerst fragil erscheinen. Turkī wurde 1834 von Mišari Ibn ʿAbd ar-Raḥmān, einem entfernten Cousin ermordet. Dieser wurde nach der Rückeroberung ar-Riyāḍs von dessen Sohn Faiṣal hingerichtet, der infolge der ägyptischen Rückeroberung des Naǧd 1838 als Gefangener nach Kairo gebracht wurde. Die Ägypter setzten an seiner statt Ḫalid Ibn as-Saʿūd ein, einen Bruder des letzten Imams ʿAbd Allāh Ibn Saʿūd des ersten saudischen Staats. Nachdem die Ägypter durch externe Konflikte gezwungen waren, 1840 ihre Truppen von der Arabischen Halbinsel abzuziehen, wurde Ḫalid von ʿAbd Allāh Ibn Ṯuniyyan gestürzt. Mit Hilfe der ar-Rašīdī von Haʾil gelang es dem aus der ägyptischen Haft entlassenen Faisal, seine Herrschaft in ar-Riyāḍ wieder zu erlangen. Seinen Sohn ʿAbd Allāh ernannte er zum Kronprinzen und teilte seine Ländereien zwischen diesem und seinen Brüdern Saʿūd und Muḥammad auf. Nach dessen Tod im Jahr 1865 kam es zu einem Konflikt zwischen ʿAbd Allāh und Saʿūd, der sich zu einem Bürgerkrieg ausweitete. Nutznießer dieser Clanstreitigkeiten wurde der ehemalige Vasall der Āl Saʿūd, ʿAbd Allāh Ibn Rašīd.
Mit dem Clan der ar-Rašīdī entstand den as-Saʿūd ein neuer Rivale. Mit Hilfe der Osmanen hatten diese 1834 unter ʿAbd Allāh Ibn Rašīd in Haʾil ein Emirat errichten können. Von 1850 an gelang es ihnen nach und nach ihre Hegemonie auf sämtliche Regionen des Naǧd auszuweiten. Eine unter ʿAbd ar-Raḥmān Ibn ʿAbd Allāh gebildete Allianz aus den Stämmen von Qaṣīm und Teilen der Muṭayr Stammeskonföderation scheiterte gegen einen Verbund der ar-Rašīdī mit den Šammar, Muntafiq und Ḥarb 1891 in Mulayda. ʿAbd ar-Raḥmān Ibn ʿAbd Allāh fand zunächst beim Stamm der Murra in der Rubʿ al-Ḫālī Zuflucht, bevor er 1893 unter Patronage der as-Sabaḥ und einer Pension von 60 Goldlira der osmanischen Regierung nach Kuwait übersiedelte. Nach der Flucht ʿAbd ar-Raḥmāns und der Einnahme ar-Riyāḍs wurden die verbleibenden Mitglieder der as-Saʿūd als Geiseln nach Haʾil gebracht.

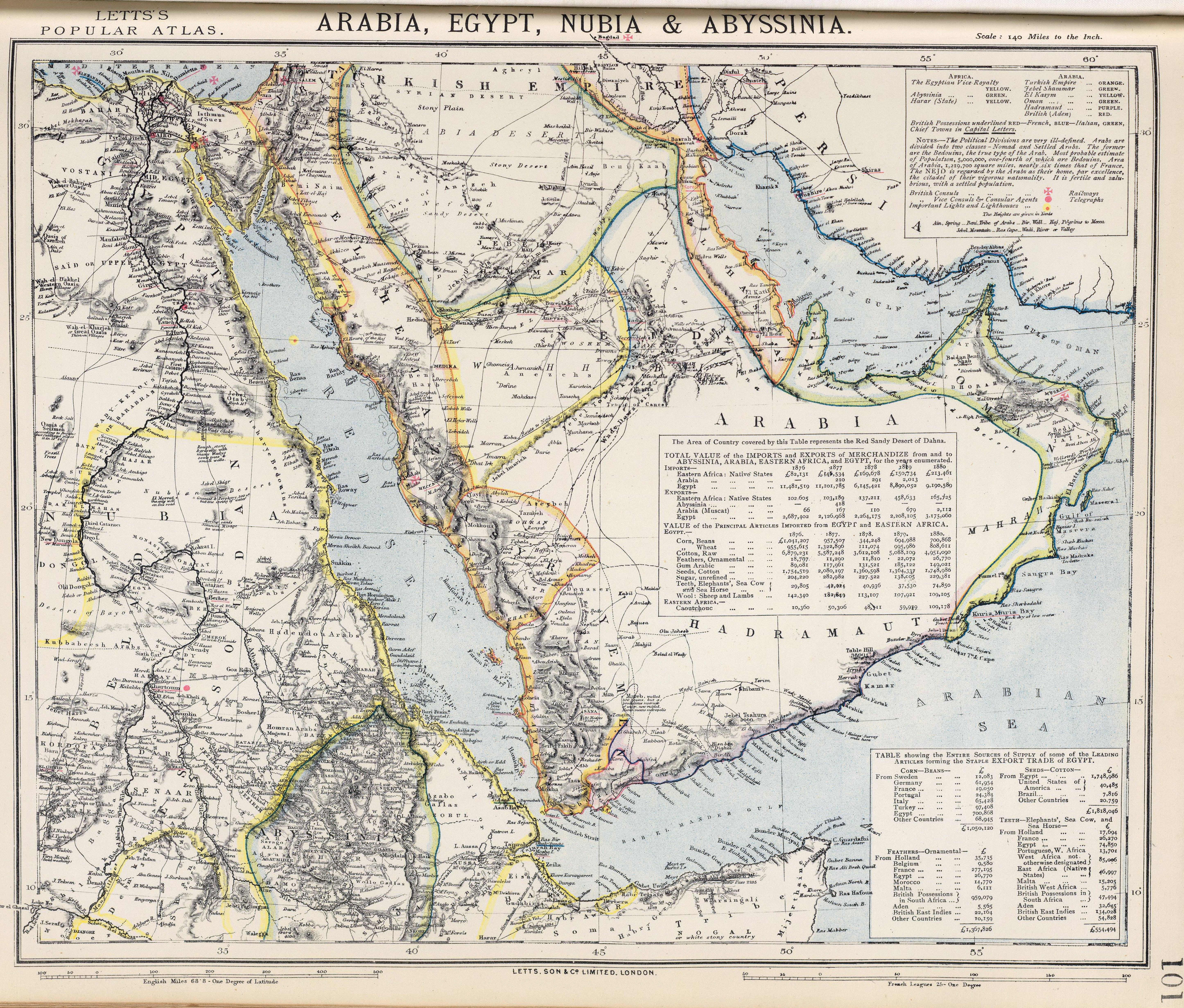
Atlasblatt von 1883

### Imame
- Turkī as-Saʿūd (1820–1834)
- Faiṣal Ibn Turkī as-Saʿūd (1834–1837) abgesetzt
- Ḫalid Ibn Saʿūd (1837–1841) abgesetzt
- ʿAbd Allāh Ibn Ṯunaiyān Ibn Ibrāhīm as-Saʿūd; (1841–1843)
- Faiṣal Ibn Turkī Āl Saʿūd (1843–1865) wiedereingesetzt
- ʿAbd Allāh Ibn Faiṣal Ibn Turkī as-Saʿūd; (1865–1871) abgesetzt
- Saʿūd Ibn Faiṣal Ibn Turkī as-Saʿūd (1871) abgesetzt
- ʿAbd Allāh III. Ibn Faiṣal (1871–1873) wiedereingesetzt, abgesetzt
- Saʿūd II. Ibn Faiṣal (1873–1875) wiedereingesetzt
- ʿAbd ar-Raḥman Ibn ʿAbd Allāh (1875–1876) dankte ab

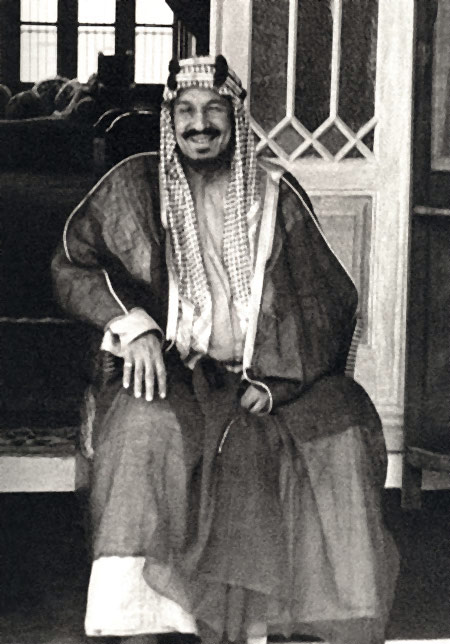
ʿAbd al-Azīz Ibn ʿAbd ar-Raḥman as-Saʿūd

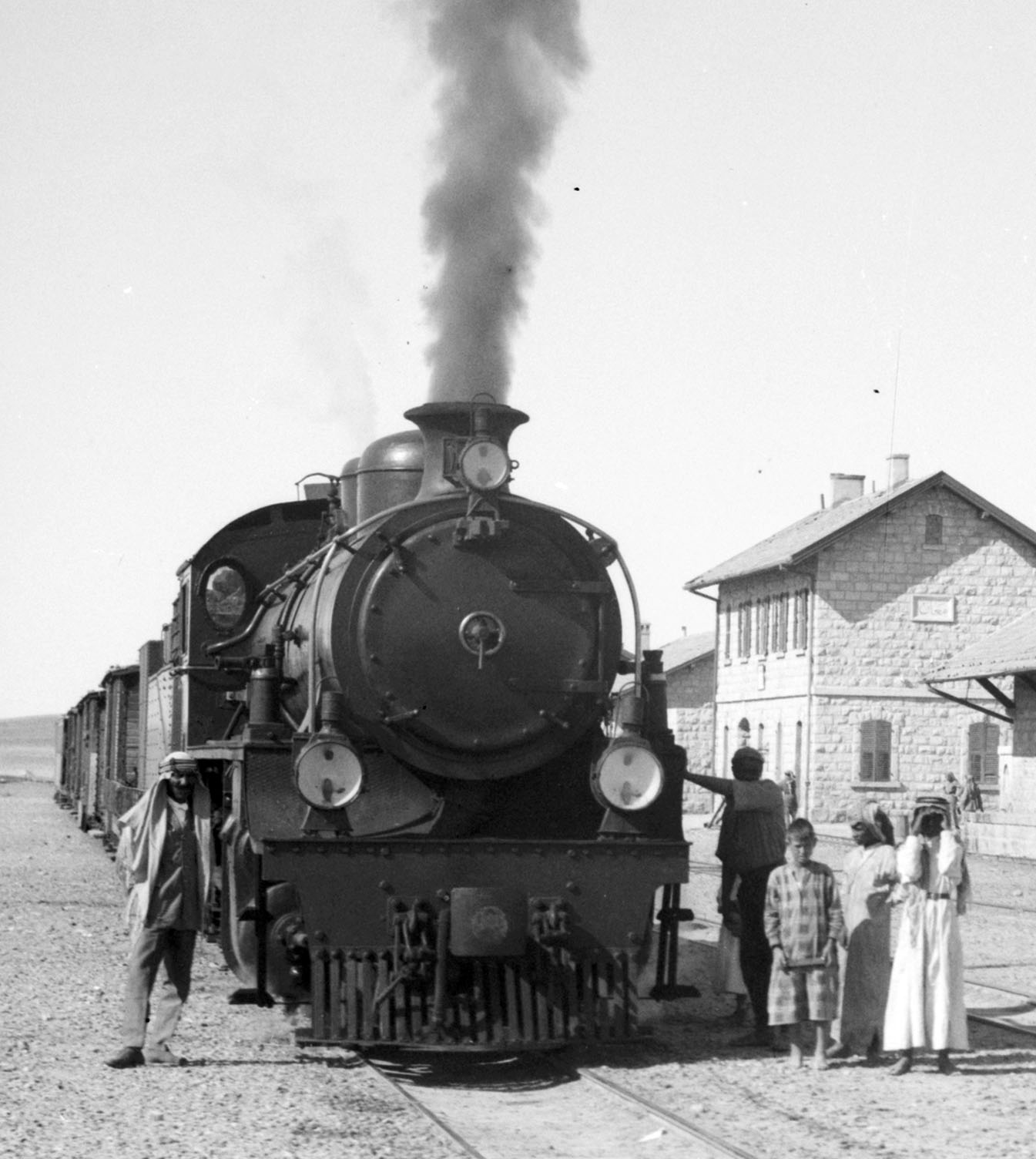
Hedschasbahn um 1920

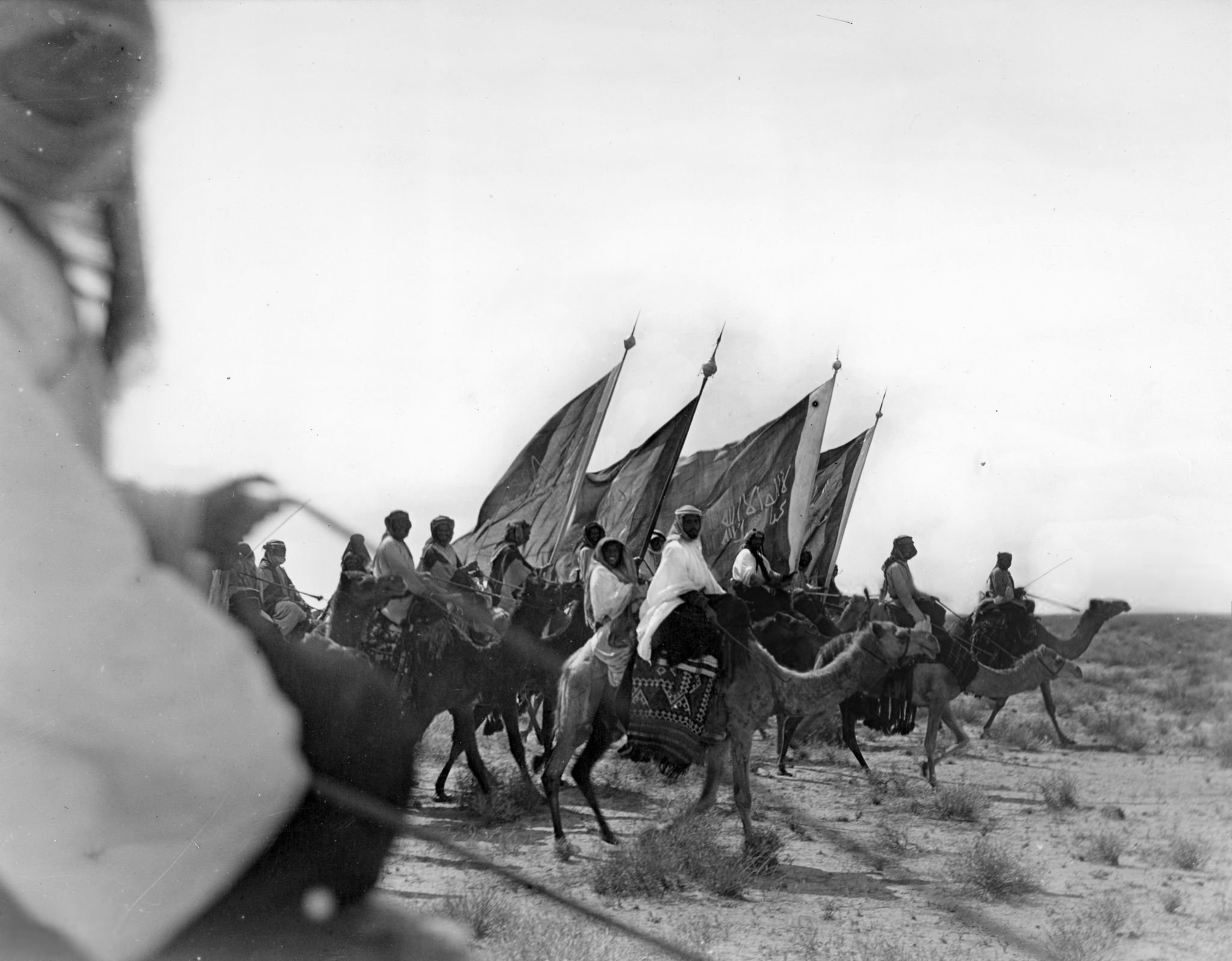
Iḫwān-Reiterei

- ʿAbd Allāh III. Ibn Faiṣal (1876–1887) wiedereingesetzt, abgesetzt
- ʿAbd ar-Raḥman Ibn ʿAbd Allāh (1887–1891) wiedereingesetzt, abgesetzt, † 1928

## Der dritte saudische Staat: Königreich Saudi-Arabien

### ʿAbd al-Azīz Ibn as-Saʿūd (1902–1953)
1902 kehrte ʿAbd al-Azīz Ibn ʿAbd ar-Raḥman as-Saʿūd (1876–1953) aus seinem Exil in Kuwait zurück und setzte seinen Kampf gegen den ar-Rašīdī-Clan fort. Am 15. Januar wurde ar-Riyāḍ wieder eingenommen, was den Beginn einer Reihe von Eroberungen einleitete, die in der Ausrufung des modernen arabischen Staats als Königreich Saudi-Arabien im Jahr 1932 kulminierten. Ein wichtiges Element bei der Rückeroberung der Arabischen Halbinsel waren die Iḫwān, wahhabitisch-beduinische Truppen, die von Sulṭān Ibn Baǧād Ibn Hamīd al-ʿUtaībī und Faiṣal Ibn Sulṭān al-Dwaiš angeführt wurden.
1906 wurden die Rašīdī aus dem Naǧd vertrieben, worauf ʿAbd al-Azīz von den Osmanen als Oberhaupt in der Region anerkannt wurde. Es folgten die Region Qaṣīm 1912 und Ḥasā 1913. Besonders letzte sollte sich aufgrund ihrer reichen Ölvorkommen im Nachhinein als äußerst wichtig erweisen.

#### Erster Weltkrieg und Arabische Revolte
Am Vorabend des Ersten Weltkriegs schickte ʿAbd al-Azīz an den Scherifen von Mekka Ḥussain Ibn ʿAlī, Saʿūd Ibn Saliḥ as-Sabhan in Ḥāʾil und Scheich Mubārak aṣ-Ṣabāḥ in Kuwait eine Korrespondenz, in der er zu einer Versammlung der arabischen Herrscher aufrief. Ziel war es, die arabischen Herrscher aus dem Konflikt herauszuhalten, was jedoch misslang. Unter Ermutigung der Engländer und Franzosen begann der Scherif von Mekka die Arabische Revolte (1916–1918) gegen das Osmanische Reich mit dem Ziel, die arabische Unabhängigkeit zu sichern und einen homogenen arabischen Staat von Aleppo in Syrien bis Aden im Jemen zu schaffen. Seine Truppen umfassten verschiedenste Beduinenstämme der Arabischen Halbinsel, nicht jedoch die der as-Saʿūd und der mit ihnen verbündeten Stämme. Gründe waren einerseits die Rivalität der Saʿūd mit dem Scherifen aus der konkurrierenden Haschemiten-Dynastie, auf der anderen Seite aber auch andauernde Kämpfe mit dem Erzrivalen des Rašīdī-Clans im Norden des Landes. In einem Treffen mit osmanischen Abgesandten in Burayda erlaubte ʿAbd al-Azīz den Transport von Waffen durch sein Territorium, versagte aber weitere Hilfe aus Furcht vor den Briten, die sich zu dieser Zeit in Baṣra aufhielten.

#### Gründung des Königreichs Saudi-Arabien

Flagge des Königreich Saudi-Arabiens

Nachdem es ʿAbd al-Azīz mit Hilfe der Iḫwān 1921 gelungen war, die Rašīdī endgültig zu besiegen, begann er seine Macht auf den Ḥiǧāz auszuweiten. Als die Briten 1923 ihre Truppen aus der Region abzogen und der Scherif von Mekka damit seine Unterstützer verloren hatte, griffen die Iḫwān den Ḥiǧāz an und unterwarfen die Region in ihren Ǧihādzügen bis Ende 1925. In diesem Verlauf wurde die Hedschasbahn in ihrem südlichen Teil endgültig zerstört. In der Nachfolgezeit versuchten die Iḫwān die wahhabitische Doktrin auf die britischen Protektorate Transjordanien, Irak und Kuwait auszuweiten. Aus Furcht vor einem britischen Eingreifen widersetzte sich ʿAbd al-Azīz diesen Bestrebungen. Zusätzlich wurden die Iḫwān ab 1926 zunehmend unkontrollierbar für ʿAbd al-Azīz. Sie griffen Neuerungen wie Telegrafenstationen, Autos und Telefone an und begannen Grenzübertretungen in der saudisch-irakischen neutralen Zone, die 1927/28 eingerichtet worden war. Während eines von ʿAbd al-Azīz einberufenen Kongresses im Oktober 1928 wurden Sulṭān Ibn Baǧād Ibn Hamīd al-ʿUtaībī und Faiṣal Ibn Sulṭān ad-Dwaiš als Anführer einer Revolte gebrandmarkt. In der Schlacht von Sabilla 1930 wurde die Führung der Iḫwān getötet.
Mit der territorialen Konsolidierung des Hedschas und Naǧd proklamierte ʿAbd al-Azīz sich am 10. Januar zum König von Ḥiǧāz. Im Vertrag von Ğidda vom 20. Mai 1927 erkannten die Briten die Souveränität von ʿAbd al-Azīz' Machtbereich im Naǧd und Ḥiǧāz an. Am 18. September 1932 fasste ʿAbd al-Azīz die beiden Regionen zusammen und rief das Königreich Saudi-Arabien und sich selbst zum König aus. Er wählte damit – zumindest nach außen – eine Form „moderner“ Staatlichkeit für seinen Herrschaftsbereich.

#### Die Ölkonzessionen
Mit dem Aufstand der Iḫwān ab 1927 und den sinkenden Pilgerzahlen infolge der Weltwirtschaftskrise (1929–1933) verschlechterte sich der saudische Staatshaushalt rapide. Hinzu kamen verschiedene Infrastrukturmaßnahmen, die dazu führten, dass sich das Staatsdefizit auf 300.000 Pfund steigerte. Die Erschließung einer neuen Einnahmequelle war daher mehr als willkommen.
Bereits seit 1922 waren verschiedene Anstrengungen unternommen worden, Konzessionen für die Erschließung von Erdöl in der Ostprovinz auszuhandeln. ʿAbdulazīz' Vorbehalte gegenüber einer britischen Mission aufgrund der kolonialen Ambitionen im Nahen Osten hatten dies aber verhindert. Erst nach der Entdeckung von Erdöl im nahegelegenen Bahrain 1932 gelang es der Standard Oil Company of Florida am 29. Mai 1933, eine Konzession zu erhalten.
Nachdem 1935 in der Ostprovinz vielversprechende geologische Strukturen entdeckt worden waren, begannen im selben Jahr die ersten Versuchsbohrungen. Jedoch führte erst die Inbetriebnahme von Dammam Nr. 7 zum Erfolg, woraufhin 1938 die kommerzielle Förderung begann. Die USA erhielten zu dessen Ausbeutung später vom saudischen König ein Monopol. 1960 war das Königreich ein Gründerstaat der OPEC.

#### Zweiter Weltkrieg und Folgezeit

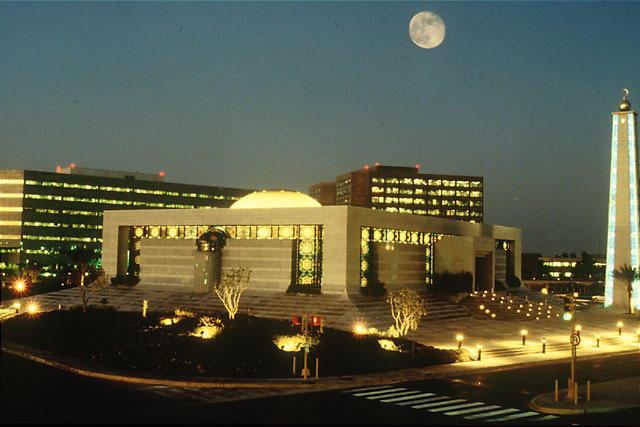
Aramco Zentrale in Ẓahrān

Im Zweiten Weltkrieg verhielt sich Saudi-Arabien neutral. Als sich gegen Ende des Krieges der Sieg der Alliierten abzeichnete, gestattete man den USA, einen Luftwaffenstützpunkt in Ẓahrān zu errichten und die lokalen Häfen für militärische Zwecke zu nutzen. Damit einher ging eine Annäherung an die USA auf Kosten Großbritanniens, die maßgeblich von ARAMCO-Vertretern forciert wurde. Während der König mit der Annäherung an die USA einen wichtigen Verbündeten für die Garantie der staatlichen Unabhängigkeit gewann, wurden im Gegenzug die 1933 mit ARAMCO geschlossenen Ölkonzessionen erneuert und dem Bau der transarabischen Ölpipeline zugestimmt. Damit wurde Saudi-Arabien der erste unabhängige arabische Staat, der mit den USA bedeutende politische und wirtschaftliche Beziehungen unterhielt.
1945 stieg das Land mit einer jährlichen Fördermenge von 21 Millionen Barrel zum wichtigsten Erdöllieferanten für die Wirtschaft der westlichen Welt auf. Damit begann der rasche ökonomische Aufschwung des Landes. Der Großteil der bis dato als Nomaden lebenden Bevölkerung wurde sesshaft und eine ausgeprägte Urbanisierung setzte ein.
Ebenfalls 1945 wurde mit der Arabischen Liga ein Rat der arabischen Staaten gegründet. Die Arabische Liga versuchte 1948 die Staatsgründung Israels mit dem Palästinakrieg zu verhindern, in dem sich auch Saudi-Arabien engagierte. In den 1950er Jahren ließ der König einen Ministerrat zu, der aber nur eine beratende Funktion besitzt. Saudi-Arabien unterstützte immer wieder einzelne Parteien in Bürgerkriegsstaaten wie dem Jemen und kam damit in Konflikt mit anderen arabischen Staaten. 1963 wurde die Sklaverei abgeschafft, wobei die Sklaven durch Gastarbeiter aus den arabischen Nachbarstaaten sowie Süd- und Südostasien und Afrika ersetzt wurden. Die Gastarbeiter sind bis heute eine wichtige Stütze der Wirtschaft des Landes.

### König Saʿūd (1953–1964): Politische Krisen und Rivalität mit Ägypten

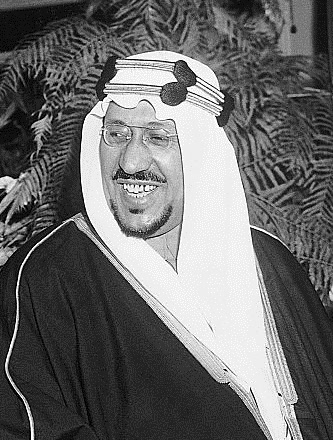
König Saʿūd (1953–1964)

Die Herrschaft Saʿūds war durch eine Reihe von Krisen geprägt. Angefangen von dem Aufstieg der von den Briten geschaffenen haschemitischen Königreiche in Irak und Jordanien sah die arabische Welt einen Zusammenbruch monarchischer Systeme in Ägypten, 1958 im Irak und 1962 im Jemen. Neue ideologische Bewegungen wie der Baʿṯismus und der Panarabismus rivalisierten mit dem saudischen Anspruch auf Führung in der arabischen Welt. Gleichzeitig wurde der Nahe Osten zu einem Austragungsort des Kalten Krieges zwischen den beiden neuen Supermächten USA und Sowjetunion. Die generelle revolutionäre Stimmung in der arabischen Welt der 1950er- und 1960er-Jahre trug dazu bei, dass innere Sicherheit zu einem wichtigen Thema wurde. Es gab eine gewisse soziale und wirtschaftliche Modernisierung Saudi-Arabiens. Unter Faiṣal wurden Oppositionelle und Dissidenten verfolgt.
In den 1950er-Jahren begann unter Saʿūd eine kurzzeitige strategische Neuausrichtung Saudi-Arabiens. Mit dem Zusammenbruch der Monarchie in Ägypten und der Machtergreifung der Freien Offiziere unter Ǧamal ʿAbd an-Naṣir verlor man einen wichtigen Verbündeten gegen den Einfluss der rivalisierenden Dynastien der Haschemiten in den neu geschaffenen Königreichen Irak und Jordanien. Diese hatten sich im Bagdad-Pakt zwischen Großbritannien, Iran und Pakistan zur Verfolgung gemeinsamer Interessen zusammengeschlossen. Um dem zu entgegnen, begann Saʿūd eine Annäherung an das Ägypten unter Naṣir. Neben einer Nachahmung des von Naṣir vertretenen arabischen Nationalismus implizierte dies auch eine Annäherung an die Sowjetunion, damals von Chruschtschow regiert.
Naṣirs steigende Popularität in der arabischen Welt brachte die saudische Königsfamilie in Bedrängnis. Nicht nur forcierte er eine Kampagne gegen die ägyptischen Muslimbrüder, die enge Beziehungen zu den Saudis unterhielten. Ausgangspunkt des Bruchs zwischen den beiden ungleichen Verbündeten bildete Naṣirs panarabische Ideologie, welche die gravierenden Unterschiede zwischen beiden Regierungsformen offenlegte. Daneben drängte die Regierung Eisenhower Saʿūd zu einem Stopp der saudisch-ägyptischen Beziehungen und bot ihm zum Ausgleich militärische und ökonomische Unterstützung an.
Nach Bildung der syrisch-ägyptischen Allianz 1958 beauftragte Saʿūd den syrischen Geheimdienstoffizier ʿAbd al-Ḥamid as-Sarraǧ mit der Ermordung Naṣirs. Die Aufdeckung dieses Komplotts in einer Zeit als Naṣir hohes Ansehen in der arabischen Welt genoss, beschädigt das saudische Image schwer und führte endgültig zum Bruch. Eine Annäherung an das Haschemitische Königreich Irak scheiterte an dem Militärputsch unter ʿAbd al-Karīm Qāsim von 1958.
Der ägyptisch-saudische Konflikt flammte 1962 noch einmal auf. Um in der arabischen Welt selbst an Einfluss zu gewinnen, gründete Saʿūd 1962 in Mekka die Islamische Weltliga, die 1970 ein ständiges Generalsekretariat unter saudischer Patronage erhielt. Als im jemenitischen Bürgerkrieg zwischen Royalisten und Republikanern letztere mit ägyptischer Unterstützung die Oberhand gewannen, entstand mit der Jemenitischen Arabischen Republik ein unmittelbares Sicherheitsrisiko für die saudische Königsfamilie. Unter maßgeblicher Federführung von Saʿūd's Bruder Faiṣal wurde militärische Unterstützung der USA an der saudisch-jemenitischen Grenze angefordert, der eine saudische Generalmobilisierung gegen den Jemen vorausging. In einem saudisch-amerikanischen Flottenmanöver in der Nähe von Ğidda demonstrierten die USA ihre strategischen Interessen an einem monarchistischen Saudi-Arabien. Trotzdem wurde unter Präsident Kennedy die neue Jemenitische Arabische Republik 1963 anerkannt, was Saʿūd verstimmte und ihn veranlasste, eine Annäherung an Großbritannien zu suchen. Faiṣal sah die USA als den alleinigen Garanten gegen eine Ausbreitung des Panarabismus und Sozialismus im Nahen Osten.

### König Faisal (1964–1975): Beginn des Ölbooms

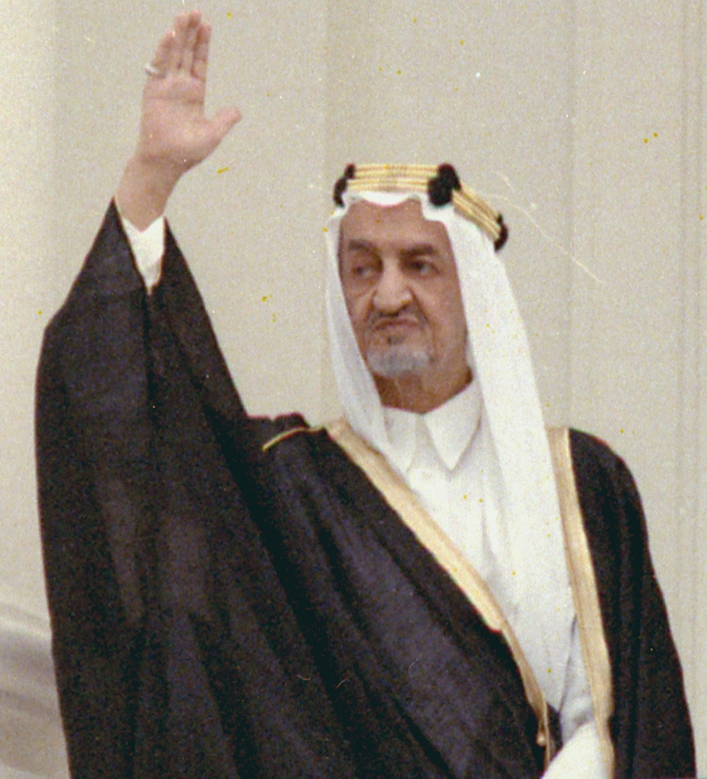
König Faiṣal (1964–1975)

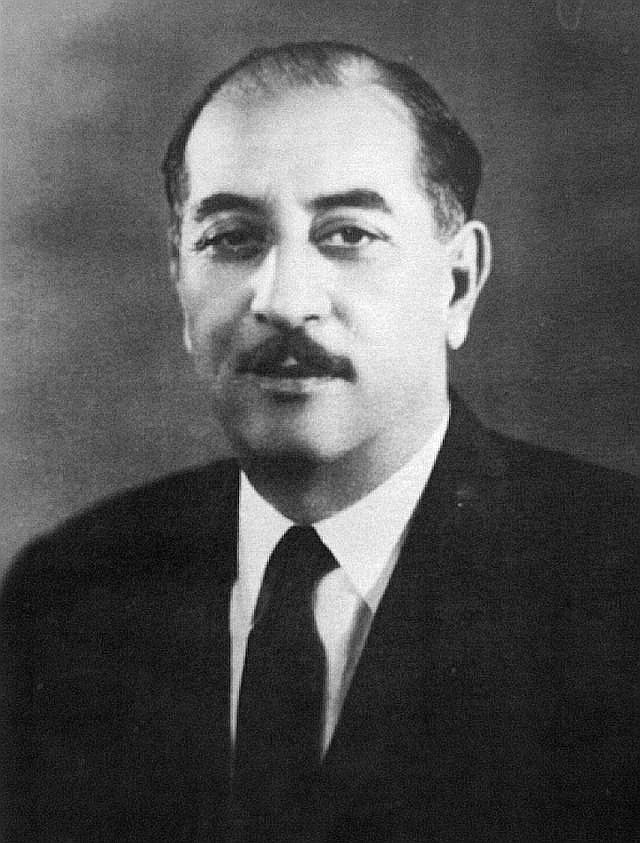
Ahmad Hasan al-Bakr

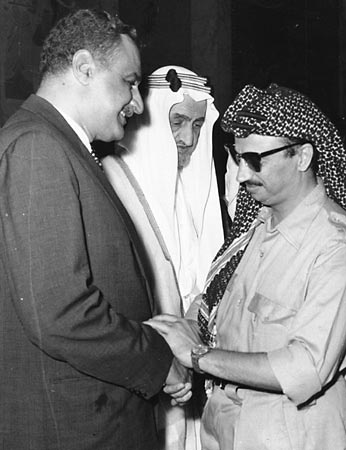
Faisal mit Nasser und ʿArafāt 1970

Nach internen Rivalitäten übernahm Faisal mit Unterstützung der Nationalgarde und der ʿUlamāʾ 1964 von seinem als verschwenderisch geltenden Bruder Saʿūd die Amtsgeschäfte und wurde zum neuen König gekrönt. Im Abkommen von Ǧidda 1965 vereinbarten Faiṣal und Naṣir ein Ende ihres beidseitigen Engagements im Jemen.
Der Ausbruch des Sechstagekrieges im Juni 1967 lenkte die Aufmerksamkeit Ägyptens auf andere Schauplätze. Saudi-Arabien beteiligte sich am arabisch-israelische Konflikt mit der Entsendung einer 3000 Mann starken Abordnung, die im Süden Jordaniens allerdings fern von der Front stationiert wurde. Nach der Niederlage der arabischen Streitkräfte gegen Israel erklärte Saudi-Arabien in der sudanesischen Hauptstadt Khartum zusammen mit Kuwait und Libyen die Doktrin, keinen Frieden, keine Verhandlungen mit Israel zu führen und dessen Staatlichkeit nicht anzuerkennen. In der Folgezeit beschränkte sich Saudi-Arabien auf die politische und finanzielle Unterstützung von Staaten und Gruppierungen, die im direkten Konflikt mit Israel stehen. Darüber hinaus forcierte Faiṣal im Rahmen einer panislamischen Politik über die Grenzen der arabischen Welt hinaus mit der Förderung von religiösen und kulturellen Einrichtungen in Asien und Afrika die Vormachtstellung Saudi-Arabiens in der islamischen Welt. 1969 erfolgte die Gründung der Organisation für Islamische Zusammenarbeit in Rabat, deren erste Sitzung im saudi-arabischen Dschidda stattfand. Mit dem Ableben Nassers im September 1970 verlor das Königreich schließlich einen bedeutenden politischen Rivalen in der arabischen Welt.
Mit der Machtergreifung der Baʿṯisten unter Aḥmad Ḥasan al-Bakr im Irak des Jahres 1968, hatte sich allerdings bereits ein neuer Faktor gebildet, der die saudischen Sicherheitsinteressen und den Führungsanspruch in der arabischen Welt gefährdete. Die Folgen waren interne Unruhen von saudischen Baʿṯisten und Oppositionellen der saudisch-schiitischen Minderheit in der Ostprovinz, die 1969 zu einem Mordkomplott gegen Faiṣal führte. Infolge deren Aufdeckung wurden bis Ende 1969 tausende Dissidenten verhaftet, während der Rest nach Ägypten oder den Libanon floh. Während der 1960er Jahre nahm Saudi-Arabien Muslimbrüder, die vor Nassers repressivem Regime aus Ägypten geflohen waren, auf. Sie übernahmen in großer Zahl Positionen im saudischen Hochschulwesen.
Obwohl ihm sein Bruder ein nur schwach entwickeltes Land überlassen hatte, kamen Faiṣal die steigenden Einnahmen aus dem Erdölgeschäft zugute. 1970 wurde der erste Fünfjahresplan initiiert, der ein jährliches Wachstum von 9,8 % vorsah. Grundlegende Infrastrukturen wie Straßen, Flughäfen, Häfen entstanden und ein zunehmender Teil der Bevölkerung profitierte von Zugang zu Strom, Telefon, Schulen und Hospitälern.
Innenpolitisch legte Faiṣal das Fundament für den saudischen Staat der Gegenwart. Indem er seinen Bruder Ḫalid zum Kronprinzen erklärte, setzte er die Vision seines Vaters von einer dynastischen Thronfolge um, in der Ibn Saʿūds Söhne einen Vorrang vor den Enkeln haben. Ferner kombinierte Faiṣal das Amt des Königs und Ministerpräsidenten in Personalunion und entmachtete so den Ministerialrat. Ihm besonders loyale Prinzen wurden in wichtige Staatsämter eingesetzt, wodurch eine Verschmelzung des al Saʿūd-Clans mit dem Staat stattfand. Oppositionellen Gruppierungen, wie die Freien Prinzen unter der Führung von Talāl Ibn ʿAbd al-Azīz mit ihrem Streben nach einer konstitutionellen Monarchie, wurde so der Boden entzogen. Zusätzlich stärkte er sich ideologisch durch eine bewusste Betonung eines frommen und authentischen Islams und zielte damit gegen einen Panarabismus nach Naṣir und einen arabischen Sozialismus nach dem syrischen Ideologen der Baʿṯ Partei Mīšīl ʿAflaq. Mit der Gründung des Justizministeriums 1970 und dem Bau von religiös orientierten Universitäten wurden die ʿUlamā' de facto zu Staatsbeamten, wodurch das lose Bündnis zwischen den Saʿūd und den wahhabitischen Geistlichen formalisiert wurde. Steigende Öleinnahmen förderten dazu die Entwicklung eines Wohlfahrtsstaates, indem der Staat sich die Loyalität der Bürger durch staatliche Beschäftigung, medizinische Grundversorgung, kostenfreie Bildung und Stipendienvergaben oder auch Geldpräsente zu Hochzeitsanlässen sicherte. Prinzen die im Staatsapparat Faiṣals keinen Platz fanden, wurde eine bevorzugte Stellung in der inländischen Wirtschaft zugestanden. Gemeinsame wirtschaftliche Interessen und die Steigerung des privaten Wohlstands überlagerten so den genealogischen und auf Abstammung basierenden Zusammenhalt des Saʿūd-Clans und entschärften nach den Erfahrungen mit den Freien Prinzen interne Rivalitäten.
Mit den militärischen Rückschlägen der ägyptischen Armee während des Jom-Kippur-Krieges im Oktober 1973 und der weiteren Unterstützung Israels durch die USA und Europa schloss sich Saudi-Arabien dem Embargo der OPEC-Länder an und begann seine Ölreserven als Druckmittel gegen den Westen zu verwenden. Ins Visier wurden damit sämtliche Länder genommen, die eine proisraelische Politik vertraten. Die Folge war eine weltweite Ölkrise, verbunden mit wirtschaftlicher Rezession, die besonders Japan und Europa traf. Obwohl das Embargo sein Ziel, Jerusalem zurück unter arabische Hoheit zu bringen verfehlte, erlangte das wahhabitische Saudi-Arabien durch seine Vorreiterrolle in der Öldiplomatie einen Prestigegewinn in der muslimischen Welt. Die Kehrseite war ein erschüttertes Verhältnis zu den USA als wichtigsten Verbündeten. Trotz der rasch voranschreitenden Modernisierung des Landes war Saudi-Arabien in sicherheitsrelevanten Themen und technischer Unterstützung stark von US-amerikanischer Unterstützung abhängig. Als die USA verdeutlichten, dass sie Israel und Iran als ihre Hauptverbündeten im Nahen Osten ansahen, wurde 1974 bei Beibehaltung der bisherigen Preispolitik ein Austritt aus der OPEC angedroht und die Ölförderung erhöht. Dieser Schritt wurde mit einer Annäherung der USA belohnt, in deren Folge verschiedene bilaterale Abkommen folgten.
Die zwei Jahrzehnte nach der Ölkrise von 1973 brachten Saudi-Arabien großen Wohlstand und politischen Machtgewinn. Wirtschaftliche Reformmaßnahmen konnten durch die hohen Öleinnahmen weiter intensiviert werden. Innenpolitisch führten säkulare und religiöse oppositionelle Gruppierungen zu neuen Krisen, während außenpolitisch die Invasion der Sowjetunion in Afghanistan Saudi-Arabien mit den USA näher zusammen brachte. Die Invasion Kuwaits durch den ehemaligen Verbündeten Irak und die Islamische Revolution im Iran förderten diese strategische Zusammenarbeit.
Faiṣals Herrschaft endete 1975 mit seiner Ermordung durch seinen Neffen Faiṣal Ibn Musāʿid Ibn ʿAbd al-ʿAzīz as-Saʿūd, dessen Vater Ḫalid 1965 als Führer einer Demonstrationen gegen die Einführung des Fernsehens erschossen worden war.

### König Chālid (1975–1982): Aufstand in Mekka

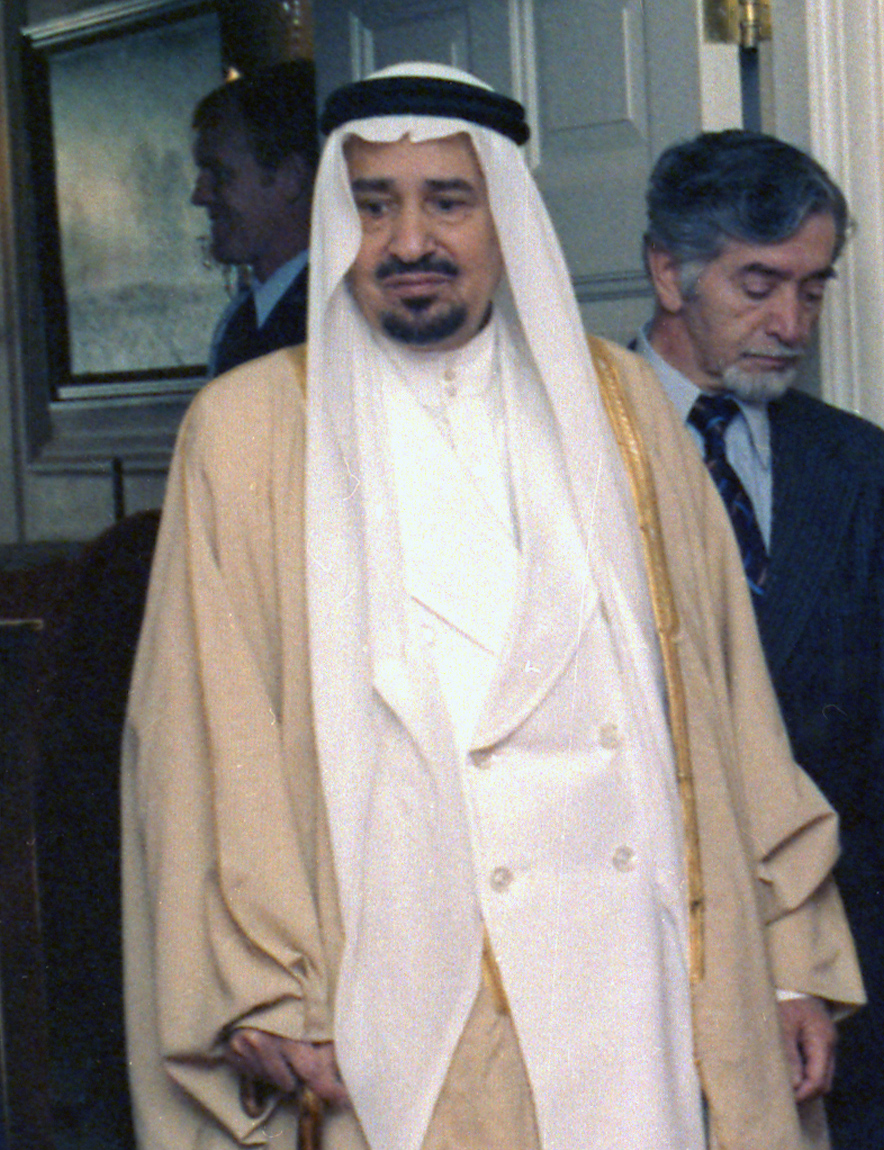
König Chālid (1975–1982)

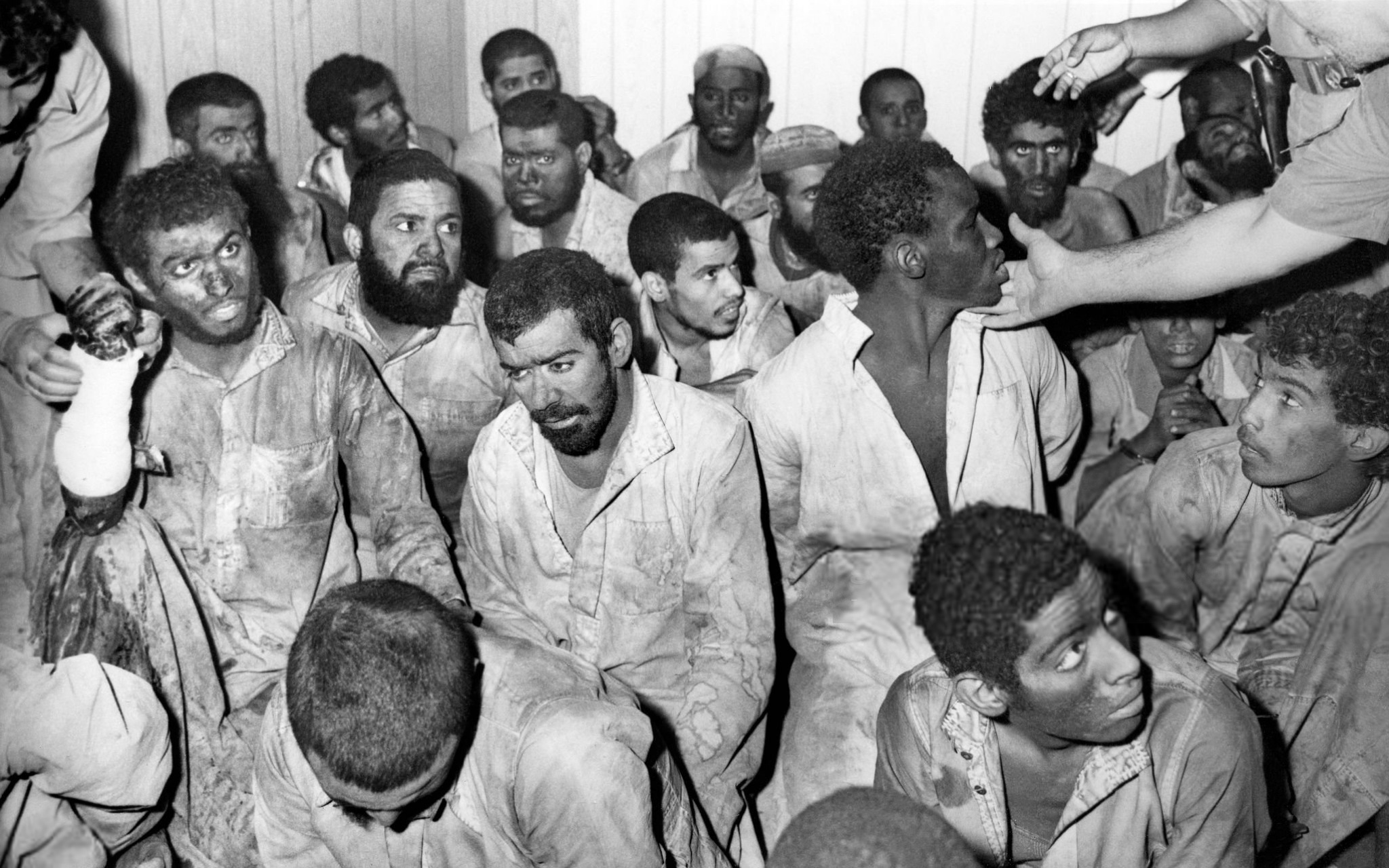
Gefangene Besetzer der Großen Moschee

Unter Chālid wurden die Beziehungen mit den USA weiter gefestigt, was ihm jedoch wegen deren proisraelischen Politik zunehmend Kritik seitens religiöser Kreise einbrachte. Im November 1979 gipfelten diese Auseinandersetzungen in der Besetzung der Großen Moschee in Mekka unter der Führung von Ǧuhaymān ibn Muḥammad al-ʿUtaibī und Muḥammad ibn ʿAbd Allāh al-Qaḥṭānī. Hauptkritikpunkte der Aufständischen, die Nachkommen eines Iḫwān-Stammes und in der saudischen Muslimbruderschaft aktiv waren, waren neben der Landnahme saudischer Prinzen im Ḥiǧāz, das ihrer Meinung nach unislamische Gebaren der Herrschaftsfamilie und die Beziehungen zu den USA.
Weitere soziale Spannungen fanden zwei Wochen nach der Niederschlagung des Aufstandes in der Ostprovinz statt. Aufgrund der Marginalisierung der schiitischen Minderheit innerhalb der saudischen Gesellschaft im Rahmen der vorherrschenden wahhabitischen Doktrin und motiviert durch die iranische Revolution von 1979 kam es in der schiitischen Hochburg Qaṭīf zu Demonstrationen. Nach der Niederschlagung der Proteste durch die Nationalgarde und dem Exilgang der schiitischen Führer, versprach Ḫālid Reformen.
Geopolitisch erwuchsen mit der Islamischen Republik Iran, der sowjetischen Invasion in Afghanistan und dem ersten Golfkrieg (1980–1988) neue Gefährdungen für die Sicherheit Saudi-Arabiens. Der Iran stellte insofern eine Gefahr dar, als das vonseiten jährlich tausender iranischer Pilger nach Mekka ein Übergreifen gegen den Westen gerichteter Rhetorik nach Saudi-Arabien drohte und die Legitimität der Saʿūd damit bedrohte. Zudem hegte der Iran als Regionalmacht Ambitionen auf das im Osten angrenzende Bahrain. Der Irak unter Ṣaddām Ḥusain wiederum hegte Ambitionen auf das ebenfalls im Osten gelegene Kuwait. Obwohl das baʿṯistische Regime im Irak als Gefahr angesehen wurde, unterstützte Saudi-Arabien dieses im Krieg gegen den Iran mit großzügiger finanzieller Hilfe in Milliardenhöhe. Aus gemeinsamen Sicherheitsbedenken der Golfstaaten wurde im Mai 1981 in Abū Ẓaby der Golf-Kooperationsrat zusammen mit Kuwait, Bahrain, Katar, Vereinigte Arabische Emirate und Oman gegründet. Die sowjetische Invasion in Afghanistan seit 1979 schürte erneut die Angst vor einer kommunistischen Gefahr. Zusammen mit den USA unterstützte Saudi-Arabien die afghanischen Mudschaheddin mit Waffen, Geld und Kampfwilligen. Zusätzlich wurde die Errichtung wahhabitischer Madrasas in Pakistan forciert, in der ein Großteil der afghanischen Kämpfer ihre religiöse Unterweisung erhielt. Nach dem Rückzug der Sowjetunion aus Afghanistan bereiteten die saudischen Freiwilligen aus diesem Konflikt mit ihren Vorstellungen von einem wahren islamischen Staat und mangelnden Beschäftigungsperspektiven der saudischen Regierung ernsthafte Sicherheitsprobleme.

### König Fahd (1982–2005): Kriege im Golf, islamistische Opposition und Terrorismus

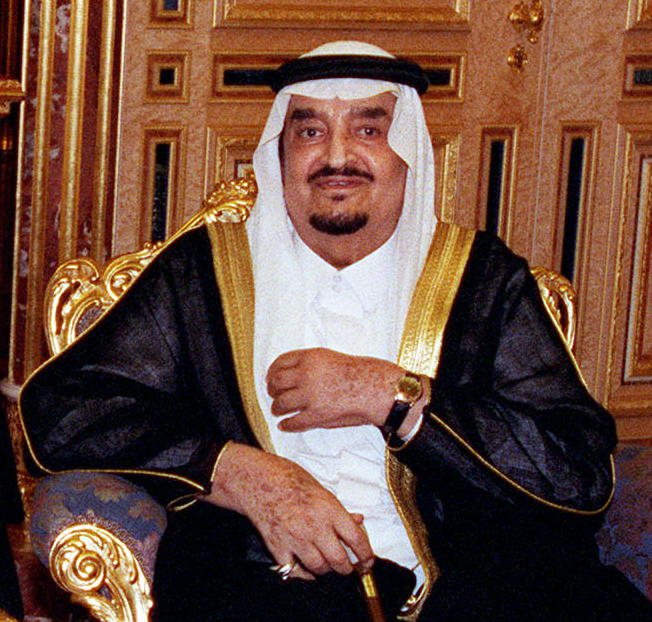
König Fahd (1982–2005)

Auf Ḫālid folgte 1982 König Fahd, der die Sudayrī-Sieben als politisches Schwergewicht in der saudischen Politik etablierte. Sinkende Einnahmen aus dem Erdölgeschäft führten zu einer Verlangsamung der Modernisierung in den 1980er-Jahren und steigenden Lebenserhaltungskosten. Um die Einführung von Steuern und daraus resultierende Unruhen zu vermeiden, wurden höhere Gebühren von Wohnerlaubnissen und Ausreisevisa für die ausländischen Gastarbeiter beschlossen, die bereits ein Drittel der Gesamtbevölkerung ausmachten. Die Einführung einer Saudifizierung des Arbeitsmarktes im Fünfjahresplan von 1985 bis 1989 erreichte noch nicht das Ausmaß wie in der gegenwärtigen Zeit. Als Folge der wirtschaftlichen Krise der 1980er-Jahre verschärften sich die sozialen Gegensätze in der saudischen Gesellschaft zunehmend.
Die militärischen Defizite Saudi-Arabiens wurde im Zweiten Golfkrieg mit der Besetzung Kuwaits (1990/91) durch den benachbarten Irak deutlich. Saudi-Arabien musste ein Bündnis mit den USA unter dem Schirm einer multinationalen Eingreiftruppe eingehen, um sich selbst zu schützen und die Iraker wieder aus Kuwait zu vertreiben. Saudi-Arabien trug dafür fast 40 % der Kriegskosten. Allerdings führte die Stationierung der zahlreichen amerikanischer Truppen im Land zu einer Legitimationskrise des Königshauses. Besonders konservative religiöse Kreise kritisierten die immensen Ausgaben, die dennoch zur Wirtschaftskrise der 1980er-Jahre und angesichts der Überlegenheit der irakischen Armee zur Ausrüstung eines dem Ernstfall nicht gewappneten Militär geführt hatten. Im September 1990 überreichte der Direktor der angesehenen mekkanischen Umm-al-Qurā-Universität Safar al-Hawālī dem späteren Großmufti ʿAbd al-ʿAzīz Ibn Bāz ein Schreiben, in der er zum Ausdruck brachte, dass der Westen ein noch größeres Übel als der Irak sei. ʿAbd al-ʿAzīz Ibn Bāz legitimierte im Januar 1991 in einem Fatwa den Dschihad gegen Saddam Hussein auch mit Hilfe von Nichtmuslimen. Aber auch liberale Kräfte nutzten die liberale Phase der 1990er-Jahre, um ihre Meinung in der Öffentlichkeit und den Medien kundzutun. Im November 1990 fuhr eine Gruppe von Frauen mit ihren Autos in die Stadtmitte von ar-Riyāḍ, um gegen das Fahrverbot von Frauen zu protestieren.
Die politische Führung reagierte 1992 auf die Proteste der oppositionellen Sahwa-Gruppe mit den Märzreformen. Darunter zählten:
- An-Niẓām al-Asāsī li-l-Ḥukm: Eine Art Grundgesetz auf Basis islamischer Grundsätze und einer islamischen Monarchie als Regierungsform, welches die Aufgaben und Rechte des Staates definiert
- Maǧlis aš-Šūrā: Eine Beratende Versammlung, bestehend aus 60 vom König persönlich ernannten Mitgliedern plus einen Vorsitzenden mit allerdings lediglich beratender Funktion
- Ein Gesetz zur administrativen Verwaltung der Provinzen, welches das Königreich in 14 Provinzen mit jeweiligen Gouvernements und Distrikten mit eigener Rechtsprechung einteilte und somit die Zentralmacht in der Provinz stärkte[28]

Mit der Durchführung der Reformen begann in den Jahren 1992–1994 eine Reihe von Verhaftungswellen, die besonders auf extrem konservative, fundamentalistische Dissidenten zielte. Dazu gehörten das Komitee zur Verteidigung der legitimen Rechte (Laǧna ad-Difāʿ ʿan al-Ḥuqūq aš-Šarʿīya) und die Bewegung für Islamische Reform (al-Ḥaraka al-islāmiyya li-l-Iṣlāḥ). Nach einem Aufstand in der konservativen Hochburg Buraida 1994 unter Safar al-Hawālī und Salmān al-ʿAuda wurden die Verhaftungen intensiviert. Ein weiteres prominentes Beispiel solcher Gruppen war ʾUsāmah Ibn Muḥammad Ibn ʿAwaḍ Ibn Lādin mit seinem Komitee für Beratung und Reform (Haiʾa an-Naṣīḥa wa-l-Iṣlāḥ).

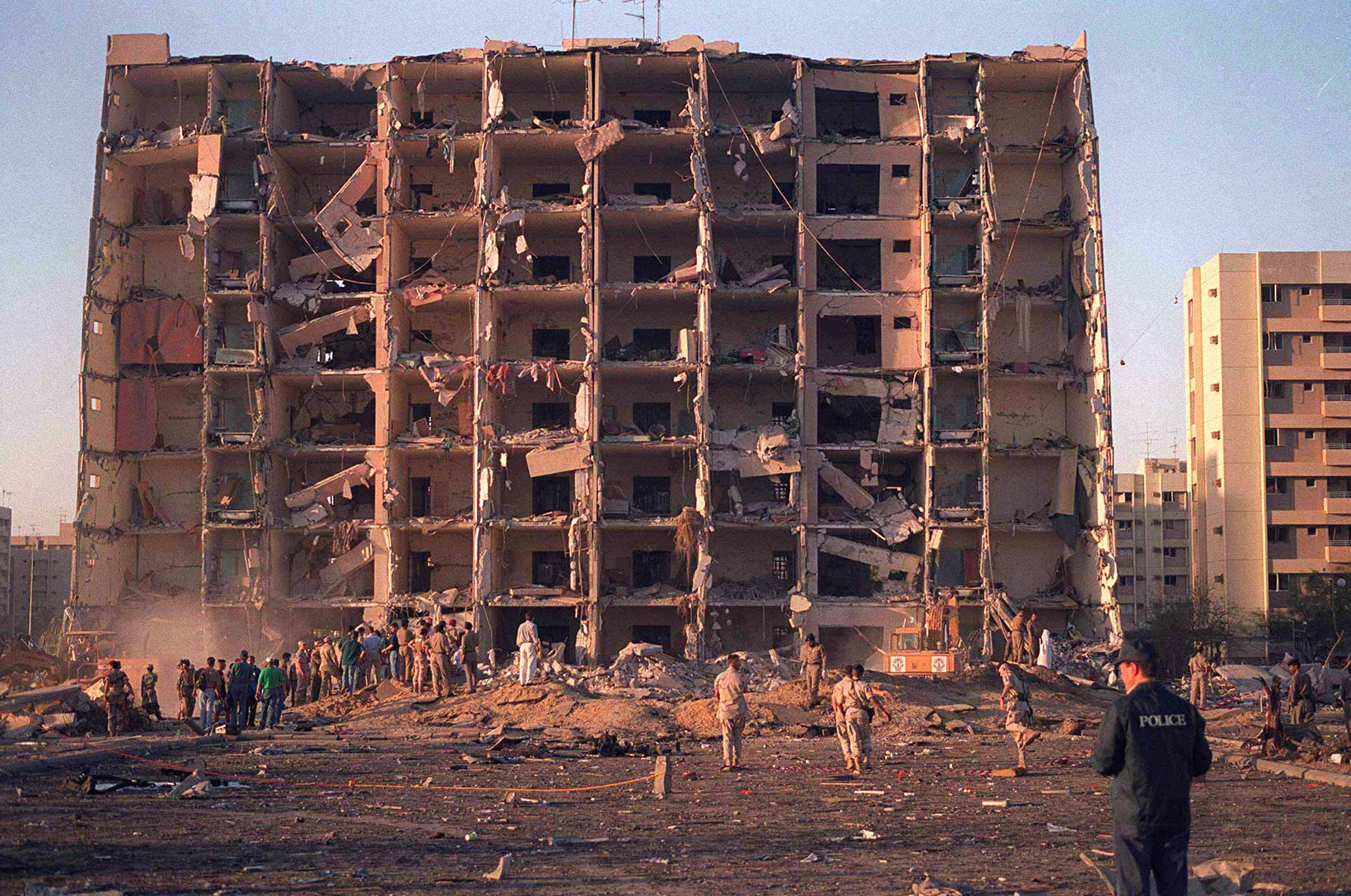
Zerstörtes Gebäude nach dem Chobar-Anschlag

Mitte der 1990er-Jahre richtete sich der Unmut über die amerikanische Präsenz gegen amerikanische Militärs und Zivilisten. Im November 1995 wurde in ar-Riyāḍ ein Bombenanschlag auf eine Einrichtung der Nationalgarde verübt, in der sich amerikanische Militärberater aufhielten. Im Juni 1996 folgte ein Bombenanschlag in der Nähe der Ḫubar Türme in der Nähe von Ẓahrān. Im Jahr 2000 explodierte eine Bombe an der USS Cole im jemenitischen Hafen von Aden.
Nach den Anschlägen auf das World Trade Center in New York am 11. September 2001 sah sich Saudi-Arabien verstärkt Vorwürfen ausgesetzt, terroristische Gruppen zu unterstützen. Von den 19 Attentätern des 11. September stammten 15 aus Saudi-Arabien. Halboffizielle Stiftungen und Mitglieder der königlichen Familie stehen zudem im Verdacht, al-Qāʿida finanziell gefördert zu haben. Gelder aus Saudi-Arabien fließen auch an extremistische Vereinigungen wie die Hamas-Bewegung in Israel/Palästina.

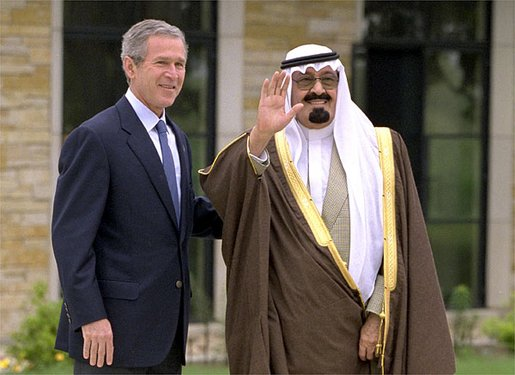
Kronprinz ʿAbdullāh und George W. Bush

1995 übernahm Kronprinz ʿAbd Allāh von Fahd die Regierungsgeschäfte, nachdem dieser mehrere Herzinfarkte erlitten hatte. Schwierigkeiten bereiteten ihm als Sohn einer ar-Rašīdī-Frau jedoch die Sudayrī-Brüder Nāyif und Salman. ʿAbd Allāh verfolgte zu Amtsantritt eine Politik der leichten Reformen und distanzierte das Land von den USA. Während des dritten Golfkrieges (2003) verweigerte Saudi-Arabien den USA die Nutzung ihrer Militärstützpunkte auf saudischem Boden, was zu einer weiteren Abkühlung des Verhältnisses zu den USA geführt hat. Das Hauptquartier der US-Truppen wurde deshalb nach Doha (Qaṭar) verlegt. Trotzdem kam es ab 2003 zu vermehrten Bombenanschlägen auf westliche Einrichtungen im Land. Sie gingen auf das Konto der Organisation Al-Qaida auf der Arabischen Halbinsel, die von der Ideologie Abū Muhammad al-Maqdisīs beeinflusst war. Dieser hatte 1989 den Takfīr gegen Saudi-Arabien erklärt.

### König ʿAbd Allāh (2005–2015)

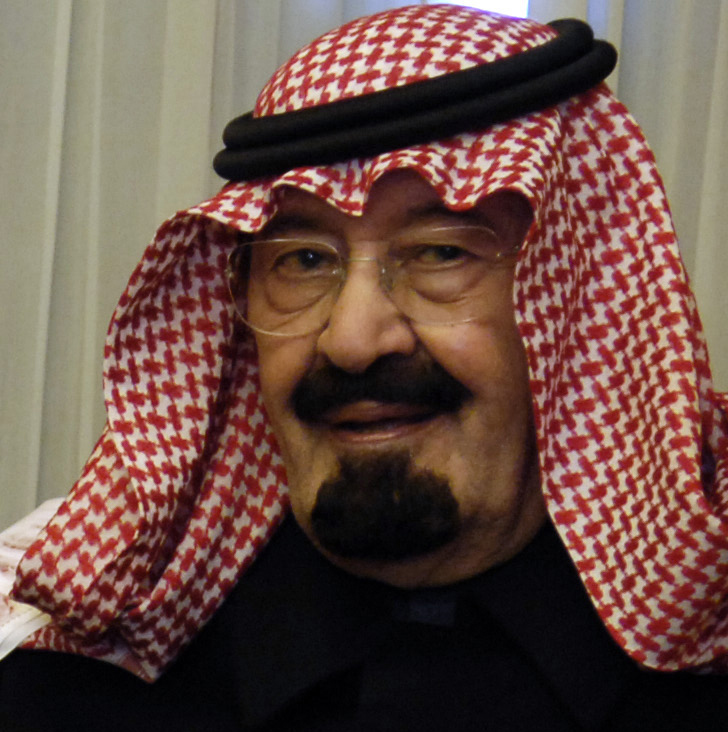
König ʿAbdullāh (2005–2015)

Als Fahd 2005 starb, stieg ʿAbdullah offiziell auf den Thron. In der Herrschaftszeit ʿAbdallāhs hat Saudi-Arabien an Einfluss in der arabischen Welt eingebüßt. Angefangen von den traditionellen strategischen Beziehungen mit den USA im Rahmen des dritten Golfkriegs im Irak bis hin zu den Krisen in Afghanistan, Libanon, Tunesien, Ägypten, Jemen, Bahrain, Syrien, den andauernden humanitären Notständen in den Palästinensischen Autonomiegebieten und dem Gazastreifen sieht sich das Land im Äußeren und Inneren vor neue Herausforderungen gestellt. Während außenpolitisch Iran und die Türkei Saudi-Arabiens Rolle in der arabischen Welt streitig machen, führen eine stetig wachsende Bevölkerung und mangelnde Perspektiven im Inneren zu zivilgesellschaftlichen Reformforderungen.
Im Rahmen des andauernden Konflikts in Afghanistan verschlechterten sich die Beziehungen zu den USA, als festgestellt wurde, dass mehr als 120 Häftlinge in Guantánamo Bay eine saudische Staatsbürgerschaft besaßen. Die überstellten Häftlinge wurden darauf in Saudi-Arabien in ein Rehabilitierungsprogramm eingegliedert, was die beidseitigen Beziehungen seit 2007 verbesserte. Mit einem sich nicht dem Ende neigenden Konflikt in Afghanistan geriet Saudi-Arabien in ein Dilemma. Während der Iran durch den Bau von Schulen, wirtschaftliche Investitionen und den Aufbau politischer Kontakte immer mehr Einfluss in Afghanistan gewann, blieb dies Saudi-Arabien wegen der vermeintlichen Beziehungen zwischen den Taliban und al-Qāʿida versagt. Auf eine Anfrage Hamid Karzais hin, gelang es mit einer Geheimdiplomatie unter Turki Ibn Faiṣal und unter Mithilfe des pakistanischen Geheimdienstes ISI den Gastgeber für eine Verhandlung zwischen Vertretern der Regierung Karzai und den Taliban im November 2008 in Mekka zu organisieren. Trotz dem negativen Ausgang dieser Verhandlungen konnte Saudi-Arabien als Gastgeber einen Erfolg für sich verbuchen.

#### Arabischer Frühling

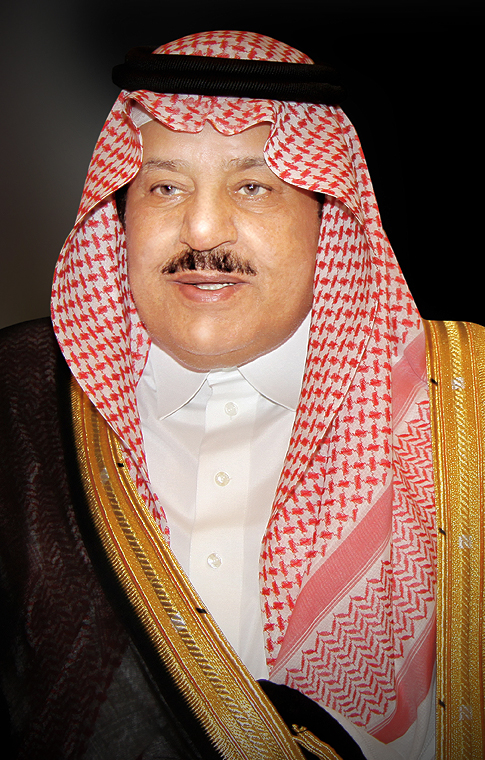
Nāyif Ibn ʿAbd al-ʿAzīz as-Saʿūd

Die Auswirkungen des Arabischen Frühlings stellten für Saudi-Arabien eine Herausforderung dar, die es so in der arabischen Welt seit einem halben Jahrhundert nicht mehr gegeben hatte. Besonders der regionale Trend in den Nachbarländern zu politischer Beteiligung durch Wahlen und demokratische Institutionen, hier besonders der Muslimbruderschaft und salafistischer Gruppierungen, stellten den saudischen Herrschaftsanspruch mit seiner bewusst betonten islamischen Symbolik auf eine Probe. Durch die Verbindung eines politischen Islams mit demokratischen Elementen verlor das saudische Regierungssystem seine Einzigartigkeit als real existierender islamischer Staat in der Region. Zusätzlich erschwerten Thronfolgefragen infolge des Todes von Kronprinz Nāyif in Genf im Sommer 2012 und zunehmende Proteste vonseiten liberaler aber auch konservativer Kreise im Land, eine Lösung auf die Fragen einer sich verändernden Gesellschaft.
Nach der Selbstverbrennung Muḥammad al-Būʿazīzīs am 4. Januar 2011 distanzierten sich die saudischen Offiziellen von den Vorgängen in Tunesien. Dem ehemaligen Präsident Zayn al-ʿĀbidīn wurde politisches Asyl angeboten, wodurch das Verhältnis zur Ḥarakat An-Nahḑa Al-Islāmiyya bis zum gegenwärtigen Zeitpunkt von anhaltenden Spannungen geprägt wurde. Der erste Besuch des tunesischen Premierministers Ḥammādī al-Ǧibālī fand dementsprechend erst spät im Februar 2012 statt.
Auch die Ereignisse, die zum Sturz von Präsident Muḥammad Ḥusnī Mubārak führten, wurden mit Skepsis beobachtet. Mit dessen Sturz verlor man nicht nur einen wichtigen Verbündeten in der arabischen Staatenwelt, die saudisch-ägyptischen Beziehungen wurden erstmals öffentlich einer Kritik unterzogen. So kam es seit April 2011 vor der saudischen Botschaft in Kairo zu Protestkundgebungen, die nach der Verhaftung des ägyptischen Anwalts Ahmad al-Ǧizawī in Saudi-Arabien zur kurzfristigen Schließung der Botschaft und der Konsulate in Alexandria und as-Suwais ein Jahr darauf führten. Besonders kritisch wurde aber der politische Aufstieg der Muslimbrüder beobachtet. Neben dem Vorwurf der Förderung der Radikalisierung der eigenen Bevölkerung und einer Annäherung an den Rivalen Iran fürchtete man besonders einen Export dieser islamisch inspirierten Ideologie in die Golfstaaten.

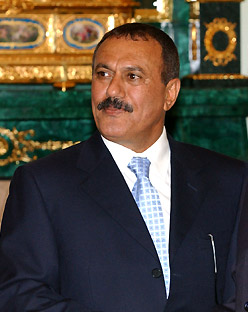
ʿAlī ʿAbd Allāh Ṣāliḥ

Während man der libyschen Revolte und dem Sturz des feindlichen Regimes Muʿammar al-Qaḏḏāfīs gelassen entgegensah, richtete sich ein besonderes Augenmerk auf die Ereignisse im angrenzenden Jemen. Da der Jemen seit jeher als Sicherheitsrisiko galt, wurde bereits seit den 1930er-Jahren mit verschiedenen politischen und tribalen Akteuren ein auf Patronage basierendes Netzwerk aufgebaut. Während unter Präsident ʿAlī ʿAbd Allāh Ṣāliḥ ein gemeinsames Vorgehen gegen die schiitischen Rebellengruppen unter ʿAbd al-Malik al-Ḥūṯī im Norden des Landes und al-Qāʿida-Kämpfer im Süden die beiden Länder verband, splitteten die Ereignisse im Jahr 2011 die politische Führung im Jemen und schufen durch die aufziehende Gefahr eines Bürgerkriegs eine Situation der Unkontrollierbarkeit. Um dem zu entgegnen, forcierte Saudi-Arabien mit Hilfe des Golf-Kooperationsrats (GCC) ein Abkommen, das ein Abdanken Ṣāliḥs zugunsten des Vizepräsidenten ʿAbd Rabbuh Manṣur Hādī im Ausgleich für eine Straffreiheit Ṣāliḥs vorsah. Der GCC-Vorstoß scheiterte aber an der Komplexität der verschiedenen institutionellen und politischen Probleme. Während der Machtkampf zwischen den politischen Akteuren der Zeit Ṣāliḥs anhielt, blieben der Norden und Süden des Landes instabil und die wirtschaftlichen Perspektiven aussichtslos. Aufgrund des Fehlens einer generellen Lösungsstrategie für die strukturellen Probleme des Jemens beschränkten sich die saudischen Anstrengungen auf eine finanzielle Kompensation an die verschiedenen politischen Akteure, um ein weiteres Abdriften des Jemens in ein nicht mehr kontrollierbares Chaos zu vermeiden.
Bahrain stellt einen Sonderfall dar, in dem Saudi-Arabien direkt und ohne Verhandlungen aktiv intervenierte. Nachdem die al-Ḫalīfa-Familie infolge der Demonstrationen im März 2011 zunehmend in Bedrängnis geraten war, entsandte Saudi-Arabien im Rahmen des Golf-Kooperationsrates eine 1000 Mann starke Truppe zur Niederschlagung des schiitischen Aufstands. Die bahrainische Regierung befürwortete in Folge der Intervention eine Union der Golfstaaten, die jedoch im Februar 2012 von kuwaitischen Regierungsvertretern abgelehnt wurde.

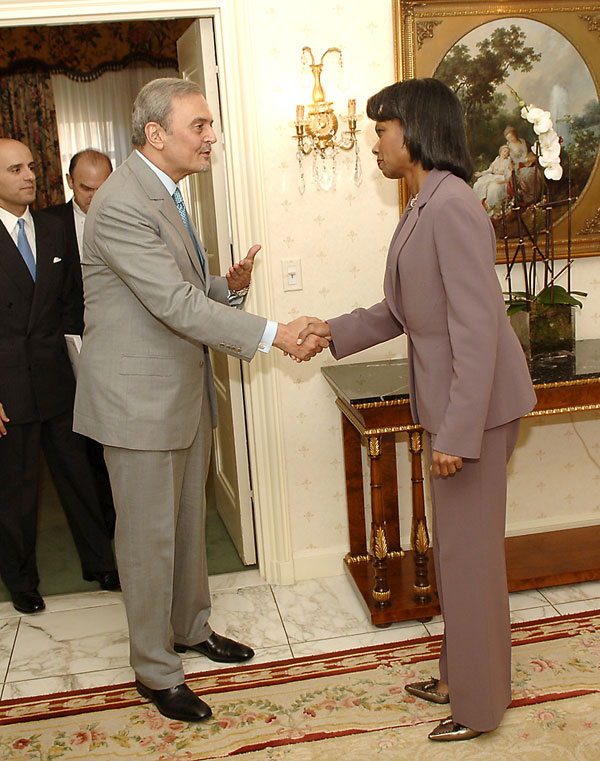
Saʿūd Ibn Faiṣal Ibn ʿAbd al-ʿAzīz as-Saʿūd mit Condoleezza Rice

Im Zuge des Bürgerkriegs in Syrien nahm Saudi-Arabien im Februar 2012 eine offizielle gegen Präsident Baššār Ḥāfiẓ al-Asad gerichtete Rhetorik ein. Während einer internationalen Konferenz der Freunde von Syrien in Tunis erklärte Außenminister Saʿūd al-Faiṣal, dass es eine gute Idee sei die syrischen Aufständischen zu bewaffnen. Die größten Bedenken galten allerdings einer Wende zugunsten des Irans, nachdem bereits die politische Wende im Irak zugunsten einer schiitischen Herrschaft unter Nūrī al-Mālikī als schwerer Schlag gegen die strategischen Interessen der sunnitisch dominierten Golfstaaten gesehen wurde. Hinzu kamen aber auch die zunehmenden Unruhen in den schiitischen Hochburgen der Ostprovinz Saudi-Arabiens, denen wichtige Verbindungen zu bedeutenden schiitischen Regimekritikern in Syrien nachgesagt werden. Aus Angst vor einem Erstarken der Muslimbruderschaft in Syrien auf der einen, und einem Erstarken radikaler Gruppierungen, wie der mit al-Qāʿida sympathisierenden Ǧabha an-Nuṣra sowie den leidlichen Erfahrungen mit der Unterstützung jihadistisch salafistischer Kräfte als aktive Kritiker des Führungsanspruchs der Saʿūd auf der anderen Seite, konzentrierte man sich auf die Unterstützung moderater Gruppierungen. Im April 2013 stimmte schließlich Jordanien offiziell dem Transfer von Waffenlieferungen aus ar-Riyāḍ über Amman nach Syrien im Wert von einer Milliarde Dollar zu. Besonders in der Muslimbruderschaft sieht man auf der Ebene eines politischen Islams einen Widersacher, der durch seine populäre Ideologie und ausgeprägte Organisationsform, zu einer ernstzunehmenden Gefahr auch im eigenen Land werden könnte.

#### Innenpolitische Herausforderungen seit 2010
Trotz weiter steigender Öleinnahmen und umfangreicher Investitionsprogramme in Bildung, Infrastruktur und Wohlfahrt, sieht sich Saudi-Arabien mit dem Problem einer rasch anwachsenden Bevölkerung konfrontiert. Während eine elitäre Schicht von Unternehmern mit Verbindungen zur Königsfamilie von diesem Trend profitieren konnte, misslang es für die Mehrheit der jungen Bevölkerung genügend Beschäftigungsmöglichkeiten zu schaffen. Nahezu 40 % der saudischen Bevölkerung im Alter zwischen 20 und 24 ist heute arbeitslos. Frauen sind mit einer Quote von 64,6 % als Hochschulabsolventen besonders davon betroffen. Die daraus resultierende Perspektivenlosigkeit und die begrenzten wirtschaftliche Möglichkeiten resultierten in mehreren Reformforderungen vonseiten Liberaler, Konservativ-Religiöser, Frauen und Nicht-Saudis.
Im Klima des Arabischen Frühlings kam es ab 2011 zu mehreren öffentlichen Protestkundgebungen und Petitionen in Saudi-Arabien. Nach einer Selbstverbrennung in Şāmita und Straßendemonstrationen in Ğiddaim Januar 2011 folgten Protestmärsche in Qaṭīf, Hufūf, al-ʿAwāmiyya und ar-Riyāḍ. Die Proteste in Qaṭīf nahmen 2012 an Intensität zu, als der schiitische Kleriker Nimr Bāqir an-Nimr am 8. Juli 2012 während eines Schusswechsels von Sicherheitskräften festgenommen wurde. Dieser hatte bereits im Jahr 2009 zu einer Sezession der ölreichen schiitischen Region gefordert. Vonseiten liberal orientierter und konservativer Intellektueller kam es dagegen zu moderateren Reaktionen in Form von verschiedenen Petitionen. Während die Deklaration zur Nationalen Reform (Ilān watani lil-Islaḥ) für eine konstitutionelle Monarchie mit föderaler Ausrichtung eintrat, präsentierte sich In Richtung eines Staates der Institutionen und Rechte (Naḥwa Daulat al-Ḥuqūq wa-l-Muʾassasa) mit einer islamischen Rhetorik. Darüber hinaus bildete sich 2011 mit der salafistischen Ḥizb al-ʿUmma al-Islāmī und ihrer Forderung nach Freilassung von Inhaftierten die erste oppositionelle Partei. Mitte 2011 forderte eine Gruppe von Frauen unter der Führung von Manāl aš-Šarīf das Recht auf Autofahren ein.
ʿAbd Allāh reagierte auf diese internen Entwicklungen mit einer Reihe von sozialen und institutionellen Reformen. 2006 wurde mit dem König-ʿAbd-Allāh-Stipendienprogramm eine umfangreiche vom Staat finanzierte Förderung ins Leben gerufen, die ein Studium an westlichen Universitäten ermöglichen sollte. Wichtige Posten im Bildungsbereich wurden mit liberalen Persönlichkeiten neu besetzt. Im Februar 2009 wurden ʿAbd Allāhs Halbbruder Faiṣal zum Bildungsminister und Nūra Bint ʿAbd Allāh al-Fāyiz als dessen Stellvertreterin ernannt. An den islamischen Universitäten wurde das Angebot nichtreligiöse Fächer obligatorisch. Um für die saudischen Frauen mehr Perspektiven zu schaffen, kam es zur Gründung von neuen Universitäten und der Schaffung neuer Arbeitsplätze. Die kritische Abhängigkeit von den Erdöleinnahmen vor Augen, ließen ihn eine ökonomische Reformpolitik verfolgen. Darunter zählten die Rücknahme staatlicher Regulierungsmaßnahmen, das Zulassen von ausländischen Investitionen und moderaten Privatisierungen. Ferner ersetzte er Schlüsselpositionen innerhalb der Religionspolizei, wie ʿAbd al-ʿAzīz al-Humāyūn, mit moderaten Kandidaten und ließ diese nach vermehrten Übergriffen auf Frauen und Expatriaten in ihren Befugnissen stark einschränken.
Einerseits verhinderte ʿAbd Allāhs Zugehen auf die verschiedenen Gruppen die Konsolidierung einer einheitlichen nationalen saudischen Opposition, auf der anderen Seite distanzierten sich wahhabitische Kreise zunehmend von einigen Reformen. So erinnerte Scheich Nāṣr al-ʿUmar an die Abhängigkeit der Saʿūd vom Wohlwollen der Geistlichen und drohte zugleich bei einer weiteren Abweichung von den wahhabitischen Grundsätzen mit einer Mobilisierung gegen die Regierung.

### Liste der Könige
- ʿAbd al-ʿAzīz Ibn ʿAbd ar-Raḥmān Ibn Faiṣal Āl Saʿūd (1902–1953) (1902 Imam, 1932 König)
- Saʿūd Ibn ʿAbd al-ʿAzīz Āl Saʿūd (1953–1964)
- Faiṣal Ibn ʿAbd al-ʿAzīz Āl Saʿūd (1964–1975) ermordet
- Ḫālid ʿAbd al-ʿAzīz Āl Saʿūd (1975–1982)
- Fahd Ibn ʿAbd al-ʿAzīz Āl Saʿūd (1982–2005)
- ʿAbd Allāh Ibn ʿAbd al-ʿAzīz Āl Saʿūd (2005–2015)
- Salmān bin ʿAbd al-ʿAzīz Āl Saʿūd (seit 2015)